# ラグナロクオンラインの登場キャラクター
ラグナロクオンラインの登場キャラクター（ラグナロクオンラインのとうじょうキャラクター）では、MMORPG『ラグナロクオンライン』の登場キャラクターについて解説する。

## 主人公
冒険者（プレイヤー）
ミッドガルド大陸の各地で起きた異変を調査するためにやってきた主人公。やがて大陸を旅するうちに人間の野心・欲望が引き起こす陰謀や魔王モロクとの戦いに身を投じていくこととなる。
当初は一切喋らない「無口主人公」だったが、後に性格付けがされ多くのクエストで台詞がつくようになった。基本的には敬語であり、好奇心旺盛で正義感が強いかなりのお人よしとして描かれる。また性別によってクエストの会話が若干変わるものもある。
強い精神力を持っておりアハトの精神支配に抗い、操られた振りをして情報収集に利用するなど機転も利く。また、不思議な感性の持ち主でもあり、通常では見たり聞いたりすることができない存在をおぼろげながら感知できる。
モロクを倒した場合、アビダルからは「世界を救ったにも等しい偉業」と褒め称えられ、アジフからも「英雄」として賞賛された。

## 運営関係者
ドーラ
『ラグナロクオンライン』のOTP（ワンタイムパスワード）完全無料化を記念して登場した女性。ゲームマスターの格好をしたNPCとして現れる。
OTP登録者には、抽選でプレゼントが贈られるというキャンペーンを行っている。
キャンペーンは2011年9月14日に終了している。
使い魔　子猫
ドーラの使い魔。外見は完全にただの子猫だが、プレイヤーを様々な形で支援する特殊能力を持っている。人語を解するが、語尾に「ニャ」をつける独特の口調でしゃべる。
「猫っぽい頭装備」を付けて話しかけると、死亡時のデスペナルティーを30分間、一度だけ無効化してくれる。
対応する頭装備は、たれ猫シリーズ、ジャガーフェイスなどが該当する。

## カプラサービス
空間移動サービスなど様々なサービスを行なっている株式会社。カプラ本社はアルデバランにある。ライバル会社ジョンダイベントの背後にレッケンベルが付いているため、レッケンベルと対立するシュバルツバルト共和国大統領とは利害の一致した協力関係にある。その関係上、冒険者たちが大統領からの依頼でレッケンベルへの潜入や機密情報を持ち出すなどの重要な案件に関わっている場合、表面上のサービスとは別に冒険者たちから重要な任務への協力要請があれば惜しまず、命に関わる危険がありながらも一定の範囲まで任務に協力してくれる。
ディフォルテー
青い髪のカプラ職員。カプラサービスにおける初代カプラ職員。他のカプラ職員からはディフォルテーねぇちゃんと呼ばれている。
グラリス
メガネをかけているカプラ職員。特技は料理。
テーリング
ポニーテールのカプラ職員。
ソリン
髪型がロングストレートで黒髪のカプラ職員。フェイヨン出身。特技はバッシュで、ペコペコ騎乗のスピード狂。異国への旅に憧れている。
ビニット
髪型がショートカットのカプラ職員。
W（ダブリュー）
髪型がツインテールのカプラ職員。カプラ職員の中ではまだ新人。
コモドカプラ
他のカプラ職員と違い契約職。いつも水着姿。
カプラー・コンスタンティー・アンドレビチ
株式会社カプラサービスの社長。ルティエ出身で、フェミニストな男性。

### その他の職員
ベニス
カプラサービス公安3課の女性カプラ。カプラサービスの脅威となりつつあるジョンダイベント（の親会社である巨大企業レッケンベル）に対抗すべく、大統領と手を組んだ。秘密の羽の基盤を築いたのはカプラサービスであり、これなくして秘密の羽は機能しないほど。
ザルジア
公安3課の諜報員。企業に関する情報を手に入れたが帰還途中に重傷を負ってしまい、プレイヤーに情報を託した後息を引き取った。
レスティン
企業の研究員としてレッケンベルの地下研究所レゲンシュルムに忍び込んでいる。
エスナ
神秘的な女性諜報員。カプラサービスの連絡係でもある。リヒタルゼン周辺に潜んでいる。

## 冒険者アカデミー
名前の通り、冒険者の卵を育成する支援機関。冒険初心者に対しては無料の支援活動を行うが、ある程度のレベルに達した者には有料となっている。この世界の空間には存在しておらず、別の空間に設立されているため、関係者に転送してもらう方法でしか入ることができない。イラストはいずれも雄一郎が担当。
ファラ
冒険を始めてプレイヤーが最初に会う人物。話しかけるとプレイヤーを冒険者アカデミー、もしくはミッドガルドの世界へと転送してくれる。
元々は初心者修練所の案内人を務める女性だったが、初心者修練所の廃止および冒険者アカデミーへの統合に伴い、現在は冒険者アカデミーへのパイプ役として活動している。
エーラ
冒険者アカデミーの窓口を務める女性。可愛い女の子、格好いい男の子に目がない。彼女に話しかけて登録することで、冒険者アカデミーへの入学が可能となる。
プロン
一次職およびシステムウィンドウの解説を担当している男性。眼鏡をかけた優男然とした人物。
アルディ
クルセイダーの鎧を纏った青年。見た目通り熱血漢ない血面を持つ。
ミッドガルドの世界についてや、プレイヤーの成長システムについて教えてくれる。
フェイ
新米冒険者の一次転職を手助けしている青年。エーラ、プロン、アルディに話しかけた後に会話すると、プレイヤーに「転職するか」の是非を問う。答えると対応した転職場所まで転送してくれる。

## ルーンミッドガッツ王国
広大な規模を持つ、冒険者たちの拠点とも言える王国。一見平和に見えるが、実際は、国全体を覆う暗雲が垂れ込め始めている。

### 七王家
ルーンミッドガッツ王国では、建国者7名の子孫である七王家が12歳以上の王子を1人ずつ立てて、その中から国王を選出している。2016年11月8日に「王位継承」クエストが撤去されており、代わりに「七王家とユミルの心臓」クエストで王家と関わりを持つこととなる。

#### ゲオルグ家
ゲオルグ・トリスタン1世
ルーンミッドガッツ王国の建国王。ルーンミッドガッツ王国の七王家の1つであるゲオルグ王家の祖。1000年前、千年戦争が終わった混乱期にヨルムンガンドによって父を殺され、やがて6人の勇士とともにルーンミッドガッツ王国を建国、ヨルムンガンドを討伐する。この際、子々孫々まで第1王子が成人前に死ぬ「ゲオルグの呪い」を掛けられた。
トリスタン3世
ルーンミッドガッツ王国の国王。ゲオルグ王家36代目。かつては大聖堂で結婚式の仲人をしていた。3人の王子が居たが、第1王子は呪いで死亡、第2王子と第3王子は呪いに偽装する特殊な毒で毒殺された。金持ち誘拐目的の美人局に引っかかり単独行動したところを拉致される。アルナベルツ教国に密入国した犯行グループが警備隊に捕まったことで身柄をニルエン大神官に抑えられ、名もなき島に監禁された後、名もなき島の異変に巻きこまれて死亡。世間には「隠居」と公表している。
エルンスト
先王トリスタン3世と同じ家系であるゲオルグ王家の王子。バルター家のアルム王子とは兄弟のように育ち、アルムを兄と呼んでいる。
アルムの死後は王位を拒否し、周囲の者たちからは腰抜け王子と陰口を叩かれているが、本人は悲劇を繰り返さないために影から新たな王を支えることを選ぶ強靭な意思の持ち主。
キャサリン
トリスタン3世の妻。喪服のような黒衣に身を包んだ佳人。3世の死後は単身で国政を取り仕切る。

#### バルター家
アイゼン・アルム
バルター王家の王子。ゲオルグ家のエルンスト王子とは兄弟のように育ち、弟のような存在としてエルンと呼んでいる。
「名もなき島」のストーリーにおいてイアンの企みからエルンストを守るために自害し、このことがしばらくの間七王家の間に混乱を齎した。
アイゼン・アノ
アルムの双子の弟。兄の死の経緯に疑問を持ち、独自に調査している真面目な男。
イアン
バルター家現当主。野心家で、アルムを次期国王とするためにリハルト家重鎮と共謀してエルンスト殺害を企てたことがある。
現在はその事件の処罰によってバルター家は没落の一途を辿っており、王選にも誰も立候補していない。

#### リハルト家
ポー
リハルト王家の王子。ギャンブル好きの放蕩家で、財産を全てつぎ込んでいる。

#### ネリウス家
エリヒ
ネリウス家の王子。ネリウス家は代々王妃を輩出する女系の家柄のため、実質的な権限はなく、趣味に金をつぎ込んでネリウス家の財政を圧迫している。
スピーカ
ネリウス家次期当主。金髪碧眼の美少女。常に冷静沈着に振る舞う才女。
スキア
スピーカの双子の妹。時に替え玉（シャドウプリンセス）としてスピーカの代わりに表舞台に立つ役割を負っている。
ストーリーが進むたび、ニーヒルに女性として惹かれていくようになり、スピーカの頭を悩ませることになる。
クルックス
スピーカとスキアの護衛を務める騎士。現当主である二人の母親から任命された監督役でもある。

#### レベンブルグ家
マクシーミリアン
レベンブルグ家現当主。息子夫婦を事故で失っている。
ヘルムト
レベンブルグ王家の王子。四兄弟の長男。戦好きで、何度か無駄な戦を起こしている。
ヴォルフ
次男。眼鏡をかけた男で、家の財政を取り仕切る。ウィグナー家のアイザックと兵器開発のビジネスを行っている。
マイアー
三男。家出した放蕩息子だが、それは二人の兄とのスタンスの違いのための出奔。
身分を隠し名前を変え、裏通りの子どもたちやチンピラたちを取りまとめている。反戦派。
アグネス
長女。末っ子でまだ幼いものの芯の強い少女で、仲違いしている3人の兄に心を痛めている。反戦派。

#### ウィグナー家
ユルゲン
ウィグナー家の王子。自他共に認める美形で、美しくないものの存在を許さず、過激な行動を行なってきた。
カトリン
ウィグナー家の王女でユルゲンの姉。寡黙な女性で、美しい弟王子ユルゲンと比較されることに密かにコンプレックスを抱く。
アイザック
ウィグナー家の王子でユルゲンの弟。明るく快活で、幼いながらルーンミッドガッツでも随一の実業家でもある。

#### ハイネン家
ピーター
ハイネン王家の王子。傍系出身で、優しい性格をしているが、家は貧しい。
次期王位継承者に任命されるもののハートハンターの襲撃によって負傷し、その位を辞することになる。
クロネカー
ハイネン家現当主。グランツ大公。
厳格な老人で、「国益のため」と出来レースを仕組んでピーターを王位に据えようとした。孫であるニーヒルに非常に厳しい。
フリードリヒ
クロネカーの息子。ニーヒルの数少ない理解者であり、静かに彼を見守っている。
ニーヒル
フリードリヒの息子。直系であり正統な王位継承者であるはずだが、その素行からクロネカーによって位を剥奪される。劣等感に悩まされているが、本人はまっすぐな性質を持つ若者。
自白剤を飲まされたことでピーター負傷の原因を作ったことを悔やみ、ネリウス家と共謀して、シュバルツバルドとの間を奔走した。
奪われたテラグローリア奪還の功績を得て、正統な王位継承者として推される立場を取り戻し、「賢者の遺産」のエピソードのクリア後に戴冠し新たなプロンテラ国王となる。

### プロンテラ大聖堂・カピトーリナ寺院
聖なる力を持って魔を浄化させる聖職者と、己の肉体を極限にまで鍛え抜き、その力を持って神罰の代行者となる修行僧。互いに協力関係を結んでいるが、自己鍛錬を主とする一部のモンクからは、神の力に頼る聖職者を脆弱と見下されている。
ボルマス主教
プロンテラ大聖堂にて失踪したトリスタンに代わり、結婚式の仲人を行っている。
バムブ神父
プロンテラ大聖堂に勤めている神父。大聖堂の責任者という立場に立っている。穏やかで優しく神父の鑑のような人物。
ビスカス神父
バムブ神父の補佐的な役割をしている神父。パムブ神父とは対照的に厳しく、一度決めた考えを簡単に覆せない性格。しかし、バムブ神父に対しての友情は強く、イムブルリアの一件で苦悩している彼を心配している。
ハッピーマリー
結婚式の受付を担当している、赤い髪の女性。その外見通り情熱的な性格。
パトリック
ローブをかぶった不思議な老人の男性。魔王バフォメットが封印されている「封印された神殿」へ通じる封印石の番人をしている。
先代英雄の魂
かつて、魔王バフォメットと戦った者たちの霊魂。死の間際にペンダントに自身の魂を封じたため、死した仲間たちとは違い、彼だけが現世に留まっていられる。チャンピオンの若い男性の姿で現れる。
復活した魔王バフォメットを封印するため、プレイヤーたちを導いてくれる。

### コンチネンタルガード団
蘇った魔王モロクを討つため、ルーンミッドガッツ王国により発足された。
バーロック
コンチネンタルガード団の隊長。部下たちの身を案じ、若い命が失われるのを嘆いている。そのため若輩には厳しく接することがある。コンチネンタルガード団に入団するためには彼に自分の力を見せる必要がある。
興奮すると自分のことを「俺様」と呼び、プレイヤーを見下すような発言を見せていたが、実際はプレイヤーの力量や決意を図るための演技であった。
後にクエスト廃止に伴い削除され、出番がなくなった。

### 王立騎士団
王国の治安を守るべく奔走する組織。
ヘルマン＝フォン＝エペソス
騎士団のトップに君臨する厳格な男性。
アンドリューシャイロック
騎士団員の一人。おっとりした性格の青年。
ジェームズ＝シラキューズ
騎士団員の一人。騎士や剣士に関わる様々な問題を出し、全て答えられなければ認められない。
ウィンザーベネディクト
寡黙で感情に希薄な青年騎士。
生体工学研究所に出現するモンスター「セイレン=ウィンザー」、および「カトリーヌ=ケイロン」の父親である。
エイミー＝ベアトリス
若い女性騎士。騎士団の紅一点。女の子を見ると可愛いと褒めたり、もっと近くに来るように言ったする。騎士としての心構えを問われる。
エドモンド＝グロスト
戦いとは、無意味に剣を振るうということではない。プレイヤーに敬虔の大切さを教えてくれる。
グレー＝プロフェスロ
老齢だが、壮健さを感じさせるナイト。彼と話をすることで、自分の騎士道精神を認めてもらわなければならない。

### クルセイダー
神々の意志により魔族との「聖戦」に備える、ルーンミッドガッツの聖騎士たち。
ミケル＝レカント＝ニキータ
プロンテラ王城にて聖戦を待つクルセイダーたちの頂点に立つ初老の男性。マスタークルセイダーと呼ばれている。
ケイナ＝バレンタイン
女性のクルセイダー。プロンテラ大聖堂にて、クルセイダーとなる剣士に試練を受けさせる。またプリーストたちの守護も担っている。
レベイレブ
男性のクルセイダーだが、重厚な鎧はまとっていない。元クルセイダー第3中隊・第1小隊・第3分隊分隊長。現在クルセイダー新育学校で教官として活動中。教官としての活動と共に、王命による研究活動を行っている。勤務地はプロンテラ城内。クルセイダーの中でも最高精鋭部隊と名高い第1小隊第3部隊に所属していたが、最後の任務を機に解散させられてしまう。任務の内容は、現世に残された神器の手がかりを王の命で秘密裏に捜索するというものであった。その任務の際、ひとりの隊員が反旗を翻した。他の隊員とも話し合い、命令不服従という態度を取ってしまったため、レベイレブはやむなく暴力による制裁を加えた。その後、部隊は解散。分隊長以下分隊員は3ヶ月間軍規教育学校に入所後、他の場所に転出させられた。現在、第3分隊の捜索任務による結果物は、当時の分隊長であるレベイレブを筆頭に活発な研究がされている。この研究は、ルーンミッドガッツ国王の命により行われている。その本性は醜く、自分がエリートだと考え他者を見下している。実際は、神器メギンギョルドを発見することができたが、レベイレブは「信仰心が強い自分こそが神に最も近い存在」と考え、メギンギョルドを自分の物にしようとした。神器を持つことで神により近づけると思ったからだ。その後、メギンギョルドを砕き、その破片だけを送って虚偽の報告をしようとしたが、そこを隊員であるイグニゼムに見られてしまい、口論となった。レベイレブはイグニゼムを「命令不服従」と称し、暴行を与えた。イグニゼムは搬送された先の病院で死亡。残りの隊員たちも施設での教育により、記憶の一部分を失ってしまった。かくして真実は隠蔽されたかに見えたが、死したイグニゼムの言葉をプレイヤーが書類にまとめて判事であるマックス＝フォン＝シドーに報告。小さな変化だが、クルセイダー部隊に波紋が起こり始めることとなった。
イグニゼム
最高精鋭部隊である第1小隊第3部隊に所属していたクルセイダーの青年。レベイレブがメギンギョルドを我が物にしようとしたところを目撃したため、止めようとした結果暴行を受け病院へ搬送。その最中に死亡した。
その後はニブルヘイムにて腐敗した肉体のまま生ける屍となってしまった。同じ部隊に所属するエマ・シアースには、彼女がクルセイダーになる前から一目惚れしていた。地位も財産もあったイグニゼムは、家同士の話し合いによりエマを妻にしようとしたが、彼女は結婚を嫌がってクルセイダーとなってしまった。自分の勇気のなさゆえに起きたことを悔い、イグニゼムは最後の勇気を出して自分もクルセイダーとなった。
エマ・シアース
かつてクルセイダーであった女性。最高精鋭部隊と名高い第1小隊第3部隊に所属していた。今はカプラサービスの職員を目指している。カプラ・グラリスの働きぶりに憧れを見出し、彼女のようになりたいと願って自分もカプラサービスになることを選択。だが、それはクルセイダーの時に失った記憶に、元から内在しているものであった。自分に恋していたイグニゼムのことは忘れてしまった。しかし、イグニゼムの最後の思いが、エマの失ってしまった記憶に「大切な存在」だと刻み付けた。
マックス＝フォン＝シドー
クルセイダーの男性。軍法裁判の判事も担当している。主人公からレベイレブの不正を告げられ、必ずこのままにはしておかないことを約束した。

### 王国の住民たち
シャルル・オルレアン
プロンテラ王城に仕える料理長。恐ろしく潔癖な性格をしており、彼の名前を冠した装備品が出回るほど。
ニュー
モロク在住のアサシン・ヒュッケの妹。姉妹揃ってネコミミを装着している。後にミスティを含めた三姉妹であることが明かされ、彼女は末っ子に位置する。
感情豊かな姉とは違い、ニューは寡黙で感情に希薄な少女。猫を抱いている。
メッツブライド
通称メッツ。考古学者の老人。自分の研究に協力してくれる人物を募っている。執事とメイドを雇っている。
イムブルリア
プロンテラ大聖堂でシスターを務めていた女性。トリスタン国王の実子にかけられた呪いを解くため、儀式を行うも失敗。王子は3人とも死亡してしまい、その責任を問われて大聖堂から追放されてしまう。彼女の祖先は、ゲオルグ・トリスタン1世を助けたことがあり、そのおかげもあって死罪は免れた。
キルリアス・タイアース
祖父の無念を晴らすことに一生を捧げた老魔術師。冒険者であった祖父は、洞窟の中でヘリオンに襲われ、自分の精神がヘリオンに支配されていくのに気づき、自らを洞窟の中に封印。その鍵となる石版の欠片を友人や息子に託し、ヘリオンと化した自分を殺せる者を導くようにした。なお、キリルアスはこの事実を知らなかった。親友にセージのシュウンがいる。彼の出版した本は装備として扱われている。
ベンジャミン
グラビアアイドル・マミーの熱狂的なファン。生きているのが不思議なくらい痩せ細り、顔色も悪い男性。崩壊したモロクにめげることなく、マミーのすばらしさについて語っている。彼女もち。
マミー
モンスターと同じ名前のグラビアアイドル。眼鏡をかけている。彼女のファンは猛烈に熱狂的な人が多い。

## シュバルツバルド共和国
魔法によって繁栄するルーンミッドガッツ王国とは対照に、機械の技術を用いて栄えた先進国家。表向きでは大統領が国のトップに立っているが、実際は巨大企業レッケンベルが歴史の裏から支配している。

### 政府
カール・テオドール・ワイエルストラウス
シュバルツバルト共和国の大統領。真の自由を得るべく、共和国を影から支配する巨大企業レッケンベルに対抗するための組織「秘密の羽」を立ち上げた。親友であり、右腕でもあったアウグスト・クレルレの裏切りにより組織は壊滅状態に陥り、カール本人もレッケンベルと戦うことを諦めてしまった。しかし、まだ企業と戦おうとしている者たちやプレイヤーが企業の悪事を食い止めたことを知り、再び企業に対抗するために立ち上がる。
主人公がレゲンシュルムの研究記録を奪ったことや活動を停止に追い込んだことで「共和国の英雄だ！」と褒め称え、研究記録を用いて必ずレッケンベルの悪事を世に知らしめ共和国の真の自由を取り戻すことを誓った。
ヘスアニル
大統領の秘書を務めている少女。冗談や悪ふざけには冷たくあしらってくれる。
アウグスト・クレルレ
大統領補佐官にして幼馴染。大統領は彼のことを親友だと思っているがクレルレはそのようには微塵も思っていない。勉強、スポーツ、全ての面においてカールに負かされ続けてきた彼は妬みからレッケンベルのスパイとなり、秘密の羽およびカプラサービスの特殊部隊を壊滅寸前まで追い込ませることになる。この甚大な被害により、秘密の羽とカプラサービスの連合は打ち切られることとなってしまう。
そしてカールを失脚させ、レッケンベルに選挙の操作を依頼して今度は自分が大統領の座に着こうとしていた。カプラサービスの手により自身の悪事が暴かれた後も、カールのことを「未来のない奴」と嘲笑い、プレイヤーにも見限るように忠告し勝ち誇りながら立ち去っていった。
イリドン・ケシナル
政府顧問を担当する紳士。正体はレッケンベルのスパイであり、アウグスト・クレルレから得た情報を企業に流していた。
ミッチェル・ライラ
シュバルツバルド情報部のスパイ。大統領の命を受けてキル・ハイル企業とレッケンベルの動きを探っていた。キエル・ハイルを不法武器製造と密輸入の容疑で逮捕しようとしたが、部下ボルケウスの裏切りに遭い、キエルに連行された。以後の消息は不明。

### 秘密の羽
大統領がレッケンベルに対抗するため、カプラサービスの助力で作り上げた秘密組織。
ガルシュタイン
一見平凡な中年に見えるが、正体は秘密の羽の一員。リヒタルゼンにてレッケンベルの動向を探っている。
グスハル
根暗な雰囲気の諜報員。レッケンベルに対して個人的な恨みがあるのか「絶対に潰してやる…」とつぶやいている。
アッシュ・ミルトン
秘密の羽の一員の少女。レッケンベルが巨人型兵器ギガンテスを狙っていると情報を掴み、考古学者ラウラの助手としてオーディン発掘団に潜入する。
レイジー
アロハシャツとサングラスという出で立ちの陽気な男。テラグローリアについて捜索するプレイヤーの前に現れ協力してくれる。
その正体は秘密の羽の一員。大胆不敵かつ狡猾な男で、リベリオンたちへの協力要請や対レッケンベル作戦では活躍するが、その性格から別組織の人間との軋轢も絶えない。
フィローテス
眼鏡をかけた男。愛国心が強く、シュバルツバルド共和国のためにレッケンベルの陰謀に立ち向かう。生真面目な性格でレイジーいわく「思考中毒者」。彼とは反りが合わない。

### 共和国の住民たち
ククル
ジュノー研究所の受付嬢。忙しい研究員たちの手伝いを求め、臨時の研究員を募っている。
オリバーヒルベルト/オリバー
年端もいかない少年小説家。著作に運命のカラスなどがある。金髪に可愛らしい顔をした美少年だが、実はグラビアアイドル・マミーの熱狂的なファンでもある。
後年では異世界アッシュ・バキュームに姿を見せ始めオオカミを模したフード付きを着ている。それ以降の名称は「オリバー」となっている。
ジードによればその正体は、自分たちの研究成果の末生まれた人間の複製であり、エヴァが連れ去った赤ん坊ではないかと言われている真相は不明。オリバーが書いた本は特殊で、読むものを本の中に引きずり込んでしまうことが後に明かされた。
ジード
アインベフフィールドに築かれた研究所で働いていた研究員の男性。研究のために我が身まで差出し、人体実験を受けた結果、肉体の大半が怪物と化してしまった。
その後、研究所が火災に見舞われ同じ境遇の仲間たちと一緒に脱出。洞窟村と呼ばれる場所へと逃れた。展開は違えど、オリバーの本の中で彼らの境遇を知り興味を持った主人公が尋ねてきたことから知り合い、オリバーの正体について推測した。
エヴァ
ジードの同僚で研究員だった女性。「人間複製プロジェクト」のリーダーとなり、研究の末に人間の複製を生み出すことに成功させた。やがてそれを持ち出し、行方をくらませてしまった。ジードたちが行き先を突き止めた時、そこにエヴァの姿はなくカラスの羽毛が残されていたという。
オリバーが描いた本の中でもエヴァは登場しており、カラスに変身して飛び去ってしまうシーンがある。
シドクス
アインベフで働いていた元鉱夫。鉱山からユミルの心臓の欠片を鉱山仲間と共に見つけた彼は、雇い主である実業家に売り払い大金を得た。その後、心臓を買い取った実業家（実際はレッケンベル社の手先）がさらなる大金と引き換えに目撃者である鉱山仲間を始末しろと言い、欲に目が眩んだ彼は鉱山仲間を崩落事故に見せかけて殺害。しかし、組織は約束を守らず口封じのためシドクスまで殺害しようとした。そのため身分を偽り二十年間逃亡を続けていたが、ふと自分たちの運命を狂わせたのは何だったのかと考え始め、アインブロックへと戻ってきた。プレイヤーに正体を見破られたことで協力を申し出る。だがプレイヤーが離れている間に居場所を突き止められてしまい、組織の手にかかり死亡した。最期の最後に自分たちが見つけたものが「ユミルの心臓の欠片」だったことをプレイヤーから伝えられ、もう逃げることなく仲間たちに会いにいけると安らかに息を引き取った。
ビンデハイム
アインベフの元鉱夫。かつてはカルト、マヌト、マスカルト、シドクスの4人チームを組んで鉱山の仕事にあたっていた。とある実業家に雇われ鉱山を掘っていると不思議な鉱物を発見。その後、シドクスから「またあの鉱物を見つけた」と言われ仲間たちで掘り当てに行くが、爆弾の罠にかかり仲間たちは死亡。自身だけが一命を取り留めた。その後シドクスの行方を捜すが「死体は見つからなかった」と結果を聞き、シドクスの裏切りを確信。爆発事故の恐怖で精神に異常をきたしてしまい、近付くものは男女構わず全てシドクスに見え、奇声を上げながらナイフを持って主人公に襲い掛かってくる。言い換えれば復讐心だけが生きる原動力になっているとも言える。後にシドクスが死んだことを主人公から告げられ、まるで生き甲斐をなくしたように呆然としていた。
ゼルメト・アベル
アインブロックにある工場の現場監督を勤める男性。工場長のリュッツに半ば仕事を押し付けられている形になっているが責任感が強く、工場の設備に不備があるのではないかと気になっている。仕事が忙しくて手が放せないため主人公に機器の調査を依頼してくる。調査結果は酷いものだったが工場長は金のことしか考えず、設備投資は勿体無いと言うので主人公の材料の調達を頼み、自分で機器の調整をした。
工場の職員たちは自分がなにを作っているのかよくわかっておらず、住民たちも同じく理解していない。内部の様子からしてガーディアンの製造を行っている様子である。
マク
貧民街で暮らすボロボロの服を着た青年。政策により、友人たちと引き離され、暮らしと共に心も荒んで行っている。感情を表に出しやすく、怒ると手がつけられなくなる。
口では、友人であるダイガツのことを罵っていたが、プレイヤーを仲介として「今度向こうから会いにくる」と聞いたときは、嬉しそうな笑顔を見せた。
ダイガツ
マクの友人。リヒタルゼンの高級ホテルで暮らしている。
何事に関しても無関心さをみせるが、実はムキになりやすく、嘘が下手な青年。貧民街に住むマクのことを貧乏人と罵りながらも、裏では貧民街と市民街を分ける政策の反対派に属していた。
だが、それが原因となりレッケンベルの刺客に殺害されてしまった。
ベンカイスティン
ジュノーの大学で生徒として勉学に励む青年。マクとダイガツの親友であり、昔は3人で仲良く遊んでいた。
よくケンカするマクとダイガツのまとめ役でもある。プレイヤーからまた2人が仲違いをしていると相談され、友人の日記帳を譲ってくれる。
ビングウィドエン
家族の生活のためにレッケンベルに働きに出ていた貧民街出身の青年。人体実験の被害者となり、亡霊となって貧民街をさ迷っていたところ、プレイヤーに取り付いた。足を悪くした妹セツの幸せを願い、最後の言葉を伝えて成仏していった。成仏する際、レッケンベルの悪事を突き止め、セツと自分の架け橋になってくれたプレイヤーに「ありがとう、すまなかった」と謝罪を述べている。
後にクエスト会話が大きく変更され、わかりやすいものに修正された。ビングウィドエンは小さな約束も守ることを信条にした青年であり、レッケンベルで働いていたところを研究員に勧誘され、レゲンシュルムで働くことになった。しかし研究員は彼も実験体にするつもりで誘ったものであり、それに気づいた頃には逃げることもできない状態となっていた。研究内容を知っていたため実験体になった者が死んでいることを知っていたため拒否したが、「妹を実験体にする」と脅され受け入れざるを得なくなってしまった。
セツ
ビングウィドエンの妹。貧民街に住んでいる。足を怪我しており、歩くこともままならない生活を送っている。いつまでも帰ってこない兄の帰りを待ち続けている。近所のおばさんに面倒を見てもらっている。
選択肢によって展開が微妙に変化する。兄が死んだことを話すと錯乱してプレイヤーを追い出してしまう。その後熱病にかかって数日間の記憶を失い、改めて兄の形見を受け取るというもの。
後にこの展開は変更され、一度は主人公を追い出すが病にはかからず、もう一度主人公とあった際には落ち着きを取り戻している。そして主人公の言葉を借りてビングウィドエンの霊魂が語り掛け、「どんな時でも見守っている」と伝えられ、兄との約束である「どんな時でも笑顔でいる」のを守ることを誓う。兄がいつか帰ってくることを信じて、少なからず元気を取り戻した。
フィッシボーン
リヒタルゼンの貧民街で暮らす男性。レゲンシュルム研究所への隠し通路を知っており、主人公に内部の捜索をするように仕向けていた謎の男。
後にクエスト会話が変更され、彼の過去が明らかになる。元々はレゲンシュルム研究所に勤めており、所長と口論になって首になったという。その仕返しのため主人公を利用して研究所の捜索を依頼する。
後にビングウィドエンとセツの境遇を知り、涙した。フィッシボーンは研究所にこそいたがレッケンベルが生体実験を行っていたことは知らず、奮起してスウェイ・シュリオに問い詰めるように依頼した。
ボルセブ一人が追放されるカタチで幕切れとなったが釈然とせず、科学者一人にそんな大それたことができるのかと疑問に思っていた。以後はもう仕返しを止め、前向きに生きることを考えしばらくは貧民街で暮らす旨を告げた。
ウィンチル・トゥロニ
傭兵反乱時代の最後の傭兵の生き残りの娘。父親とは同じ名前。いつも退屈そうに母親の帰りを待っている。
ウィンチル・トゥロニ（父親）
傭兵反乱時代の最後の傭兵の生き残り。「共和国守備隊」という部隊に属していたが、レッケンベルが開発したガーディアンが試験的に導入されたのを機に崩壊が始まった。心を持たない殺戮兵器の存在を疎み、職の危機を感じる者たちが現れた。やがて暴走したガーディアンが他部隊の少将を殺害。しかもこの事実はレッケンベルが上層部（政府）に金を握らせたことでい隠蔽されてしまう。ガーディアンに対する不満が爆発した傭兵たちはガーディアンを破壊し逃走。自分たち志を同じくする傭兵たちでレッケンベル本社を襲撃し、生存権を主張したがガーディアン部隊の前に敗北。バルムントとの接触によって彼の邸宅に傭兵たちは匿われるが、そこもガーディアンたちに取り囲まれてしまう。降参すらも許さず抹殺を宣言された上に、事実を隠蔽され「傭兵の反乱」という濡れ衣を着せられ、世間からも非は傭兵たちにあるようにされてしまった。その結果、邸宅での戦いも敗北。バルムントは行方不明と成、ウィンチル・トゥロニも片腕を失い、フィゲルへと辿り着いた。以後は戦うことを止め、妻と子を持ち平穏に暮らしていた。娘の話では大分前に亡くなったことが示唆されている。
ラウラ・ローレンス
貧乏な考古学者の女性。美人だが性格はかなりのジャイアン。性格さえ直せばいい科学者になるだろう、とある人物に評されている。
ヘリコ
フィゲルでひっそりと暮らす老人。かつてはレッケンベルの地下研究所で働いていた元科学者で大賢者バルムントの助手をしていたことがある。
企業が非道な行いをしていると知り、敬愛するバルムントの意志を継いだ彼は地下研究所の活動を停止させるためにプレイヤーに協力を申し出た。彼のアドバイスもあり、バルムントの研究を悪用するレッケンベルの中核を破壊することに成功。レゲンシュルム研究所は停止することとなった。
シイデ
フィゲルで暮らす少女。料理が好きでライバルのアゼト負けないようなすごい料理を作ろうと研究している。ヘリコとは仲がよく、ちょくちょく遊びに行っている。

## レッケンベル
神秘と知識への探求を続ける巨大企業。いつしか、利益のために人間の尊厳を蹂躙する非道な集団となっていった。歴史の影で歴代の大統領を傀儡としており、自分たちに都合のいい法律を通させ、実質的に共和国の覇権を握ってきていた。その始祖は700年前以上にも遡る。元々は「ウェルス」という街に住む住民であり、ジュピロス遺跡から発掘した機械によって高い技術を有していたが、「次元移動」の実験に失敗したことで時間と空間を越え、AW300年のジュピロスの地下へと街ごと転移してしまった。そこから地上へと生還した者たちが「ゼニット・ゼルテルリヒタル」らであった（後述）。
ゼニット・ゼルテルリヒタル
レッケンベル社の原点になった科学者。約500年前にゼニット・ゼルテルリヒタル研究所という小さな研究所を設立して初代所長に就任した。ゼニット・ゼルテルリヒタル研究所は設立から約60年後のA.W.560年にレッケンベル法人企業になり、以降約400年の歴史を持っている。研究所があった場所も都市計画により企業都市リヒタルゼンになった。神への探求、科学の発展、古代遺跡の解明などといったレッケンベルの理念は、ゼニット・ゼルテルリヒタルの理念を継承している。
キズリ・レッケンベル
レッケンベルの会長。全てが闇に包まれた謎の人物。大統領ですら会うことは非常に難しい。巨大企業レッケンベルの頂点に立ち、部下たちにユミルの心臓の欠片を集めさせている。また兵器の密輸や非道な人体実験などもやらせている。過去、代々の大統領を傀儡とし影で共和国を支配してきた。
2015年6月「Episode:Memory Record 〜ジュピロスと眠る都市〜」のエピソード実装に伴い、その姿を現す。白髪とヒゲを蓄えた老齢の男性であった。ジュピロス遺跡の地下に眠るウェルス発掘のためにプロジェクト「ファンタスマゴリカ」を始動する。
なおレッケンベル社には同姓同名の社員が居るが、こちらはただの平社員。
タティオ
レッケンベル会長を補佐する首席秘書官の男性。感情というものが感じられないほど事務的な口調で話す。
カヤ・トース
レッケンベル副社長。頑固で強硬な姿勢を見せるが、ハートハンターたちの活動に疑問を懐き、リベリオンや秘密の羽に接触してくる。アースとともにプレイヤーに協力し、レッケンベル社の闇を追う。
アース
レッケンベル警護団の安全支援隊長。レゲンシュルム研究所での事件の生き残りで、現在はカヤの側近のような仕事をしている。
短髪でスレンダーなシルエットだが女性である。
アレックス・ヘルムト
オーディン神殿発掘団に所属する女性。その正体はレッケンベルから送り込まれた調査員。弟ジュリアンのお目付け役としてギガンテス探索の任務に参加するが、真の目的はユミルの心臓の欠片を見つけ出すことだった。同じ発掘団のラウラとは非常に仲が悪く「教養のない女」と卑下している。ジュリアンの怪しい行動をラウラに見咎められたことで口論となり、最終的には取っ組み合いの喧嘩にまで発展した模様。
ジュリアンに対しては淡々と未熟な部分を指摘するも「弟」として見ており、何かあればすぐに庇うことをラウラに指摘されている。
ジュリアン・ヘルムト
アレックスの弟。普段は軽口ばかり叩いて人を馬鹿にしたような態度を取るが、実際は精神的に未熟で実の父からも相手にされず、優秀な姉に対し激しい嫉妬を抱いている。命令を受けてオーディン神殿の巨人ギガンテスを手にいれる名目でフィゲルへ派遣されたが、真の目的はユミルの心臓の欠片を探すことだった。
夜な夜なフィゲルの周辺を掘り起こしていたことからラウラに見咎められ、上述のようにアレックスとラウラの口論に発展させてしまう。その際はどうすることもできず、自分は悪くないと叫んでいた。

### レゲンシュルム
レッケンベルの中核となる地下研究施設。その実態は拉致した人々を生体実験にかける非道の集団であった。ただし何も知らない善良な研究員もいる。
プルット・ジャム
レッケンベルに所属する天才科学者の少女。
スウェイ・シュリオ
レゲンシュルム研究所の秘書を務める女性。常に冷静でどんな事態にも冷徹に対処する。
プレイヤーがボルセブの非道を証明する証拠を提示したあと、彼を「退社処分」とした。
後にクエスト会話が修正され、「レゲンシュルムの研究内容を隠すためにボルセブに責任を負わせた」ことを示唆するものになった。主人公からも追及されたがボルセブの単独行動だったことだけを告げ、会話を切り上げてしまう。後にレゲンシュルム研究所は主人公とヘリコの手によって研究記録を盗まれ、その集大成である原子変換機器まで爆破されたことで活動を完全に停止した。
ボルセブ
レゲンシュルムに来る以前から異分子、危険分子と叫ばれていた科学者。すでにまともな精神は持っておらず、地下研究所レゲンシュルムにて人間を犠牲に非道な実験を繰り返している。「キヒ！」と笑う癖がある。
貧民街の人間を「美味しい仕事がある」と社員を使って流布し、または拉致して生体実験にかけていた。人間を超越した存在を作ることを目標にしており、ビングウィドエンらを実験台として殺害している。
プレイヤーが彼の悪事の証拠となる物件をスウェイに提示したため、彼女によって「退社処分」となった。その後の消息は不明となっている。
後に実装されたクエスト「禁忌の研究所」にて再登場。退社などはしておらず、レゲンシュルムの最下層にてまたもや生体実験を行っていた。怒りに駆られた主人公に追われるがガーディアン を起動させて抹殺しようとする。しかし、起動したガーディアンは暴走を起こし、主人公ばかりか自分のことまで攻撃し始めてしまった。主人公に助けられたがすっかり怯え、笑い方も震えたものになっていた。暴走したガーディアンを静めるために主人公に協力を求めるが拒否され、「このまま街に出たら大変なことになる」と告げ協力を取り付けた。
アイゼン・ヴェルナー
ヴェルナー研究所所長。スーツの上に白いコートを着こなした優雅な男。
その落ち着いた佇まいとは裏腹に狂気に満ちた男で、他の研究所所長同様に非人道的な生体実験を繰り返していた。セイレン＝ウィンザーを始めとするプロンテラからの使者たちを捕縛し、独自の強化実験体として完成させる（Y.S.F.0.1.セイレン）。しかしそのセイレンの反逆に遭い逃亡。以後は立場も失い、「賢者の遺産」では情けない再登場をしてリベリオンらに捕縛、捜査協力することとなった。
エリュミナ
レッケンベルの研究員。機械工学を専門としているマッドな女性。
自らの研究に絶対の自信を持ち、研究成果を我が子のように大切にしている。良くも悪くも研究一辺倒であり、上から来る仕事を趣味と実益を兼ねてこなしていただけで、レッケンベルの陰謀に積極的な加担をしているわけではなかった。リベリオンの作戦行動によって捕縛され、以後は協力者となる。

### 社員・アルバイト
カジエン
アルバイトを雇い兵器の密輸の護衛をさせている。また、その密輸品の配送を弟であるリョジエンに任せている。
だが、密輸を行っていることは弟には話して居らず、生活のために汚い仕事に手を染めるのは自分だけで充分と考えている。
リョジエン
ある荷物の輸送を任かされているが、自分が何を運んでいるのかまでは知らされていない。だが、兄であるカジエンを慕い、信じているため深入りする気はないという考え。荷物の中身は大量の武器であり、それらを憂う者たちによってたびたび襲撃を受けている。

### ウェルス
古代遺跡ジュピロスの地下に眠っていた廃墟。かつてはジュピロスから発掘した機械技術によって発展を遂げたが、「次元移動」の実験に失敗したためAW.300のジュピロス地下へとワープしてしまう。レッケンベル社の始祖とも言うべき存在である（上述）。
ベリティ

ドクターベリーニ

タティオ
表向きはレッケンベルの首席秘書官だが、その正体はウェルス最後の生き残り。正式名称はタティオ.W.00H-1。ドクターベリーニの人体実験により肉体の大部分が義体となっており、腕派ドクターベリーニの物であるとまで噂がある。人体実験を重ねたことで不老不死となった。
ベリーニに対して恋愛感情を持っていたため迷うことなく被験者となり、その結果恋人同士となる。恋愛感情は相当なもので、牛乳を見ると彼女の好物であるリコッタチーズを作り、用意をして部屋で待ち続けたというほど。ラセ・アトナドらが地上を目指す際、ウェルスに残った。
チャールストン1号

チャールストン2号

ラセ・アトナド
タティオの親友。
ゼルテル
ラセ・アトナドの同僚。
ドロシーフロレンス
通称「ドロシー」。過去、録音機を用いてインタビュー結果を「メモリレコード」に保存した。

### ジョンダイベント
カプラサービスのライバルである有限会社。レッケンベルに取り込まれた後、タナトスタワー開拓を請け負っていたが、上層部で天使のようなモンスターが突如出現し始めるようになり、大打撃を受けたジョンダイベントはレッケンベルにほとんど吸収合併されたような形になっている。ジョンダ本社はリヒタルゼンにある。
セーラ
ジョンダニベント本社の受付嬢。
カテ＝ヌム
タナトスタワーの外観を警備する男性。レッケンベルの管理下に置かれているため、敷地内に入る場合は入場料を彼に払わなければならない。
ティーチェ
タナトスタワーの受付嬢。レッケンベルの管理下に置かれたタナトスタワーに入場するためには、彼女に話しかけて傭兵になる必要がある。
リエ＝クニジェ
タナトスタワーのガイドのひとり。ティーチェと共にガイドとして働いている。塔内やゲフェニアに出現する天使が落とす特定のアイテムを彼女に渡せば、いくらかの褒賞が与えられる。
プルレド
タナトスタワーのガイドを務める男性。塔内の二層から先は探査中であり、そこから先を目指す傭兵たちを案内する役を担っている。

### キル・ハイル財団の関係者
キル・ハイル
キル・ハイル財団の会長。機械工学者であり、大賢者バルムントが開発しようと試みていたという意思を持つ機械人形の研究を32年前の20歳の頃から始めた。エリシアという女性を愛していたが、彼女は名門家系の男性からのプロポーズを受け入れてしまい、婚約を巡るいざこざからキルは彼女の婚約指輪を川に投げ込み、間接的に彼女を溺死させてしまう。エリシアの婚約相手を逆恨みしたキルは復讐のため、エリシアをモデルにした機械人形の設計図をレッケンベルに持ち込み、技術を売る形でレッケンベルの力を借りて復讐を果たした。以降、レッケンベルと提携したキル・ハイル企業およびキル・ハイル財団として機械人形の開発を続けている。エリシア、キエル、エルリシャ、エリザ、エリオット、エリセルなど、機械人形にはエリシアに因んだ名前を付けている。
エリー
エリーは愛称で、本名はエルリシャ。キル・ハイル学院の女学生。口癖は「ふぇぇ」。
孤児だった自分を孤児用の専門学院に拾い上げたキル・ハイルを敬愛しており、クッキーを食べてもらおうと練習していた。キル・ハイルが心を許している数少ない相手となっている。実は学院は第3世代の機械人形に共同生活を学習させるための機関であり、エリーは第3世代の機械人形のプロトタイプであった。キエル・ハイルの命令を受けたカイゾの手により、その活動を停止させられてしまった。
第3世代の機械人形は、キエル・ハイルが設計。機械骨格を使わない純粋なホムンクルスのボディーを持ち、擬似ユミルの心臓の欠片を改造した人工心臓を動力源としているため、人間のような生体機能を持つことが可能。記憶スクロールは、第2世代に使われた「圧縮記憶スクロール」を改造した物を使用。第2世代のスクロールより性能は落ちてしまうが、安定性は上がり生産コストを抑えた量産型「圧縮スクロール」となる。
機械人形エリシア
キル・ハイルの秘書。人間らしさに欠ける第1世代の機械人形。創造主であるキルのかつての思い人エリシアがモデルになっている。
純粋機械骨格に人工心臓を入れ、科学的に作られた人工肌を持っている。頭脳には魔法スクロールを応用した「記憶スクロール」を組み込んだ球形機械頭脳を使用。機械骨格を使用しているため、重量が大きくなる。また、限定的なスクロール容量なため、複雑な学習ができず、人間的な感情表現が不可能という二つの欠点がある。
しかし機械骨格であるが故の機能もあり、機械部品（ゲーム内グラフィックではICチップのようなもの）を腕の端末にはめ込んでデータを読み込んだりと、ホムンクルスボディの後世代型には無い機能を備える。
エリシア
故人。30年前に死亡している。愛称はエリー。キエル・ハイルの母ということになっているが、キル・ハイルの片思いの相手に過ぎない。名門家系の男性ジェームズ・ロシミエルと婚約。プロポーズを受け、婚約指輪を受け取った。それを激怒したキル・ハイルにより婚約指輪を投げ捨てられてしまう。指輪を追いかけて川に入り溺死。その後、ロシミエル家も後を追うように衰退し、没落してしまった。
ジェームズ・ロシミエル
ジュノーの貴族ロシミエル家の長男。エリシアと婚約する以前から、ジェームズには親が決めた結婚相手がいた。だが、彼は駆け落ちを決心してまでエリシアと暮らすことを選択した。8月20日にエリシアと共に逃げるはずだったが、エリシアは溺死。その後、ロシミエル家は衰退の一途をたどっていった。
実は、エリシアを取られたことで激昂したキル・ハイルがレケンベルの権力を用いてロシミエル家を衰退させ、没落させた。
キエル・ハイル
冷たい銀髪と鋭い眼差しを持ち、眼鏡をかけた青年。常に典雅な態度を見せる落ち着いた雰囲気を科もしだしている。
キル・ハイルの息子ということになっているが、実際は最初に作られた第2世代の機械人形である。
第2世代の機械人形はセージのスクロール作成、アルケミストのホムンクルス製造などを応用した新しい機械人形。第1世代同様に機械骨格と人工心臓を動力源としているが、ホムンクルス製法を利用した人工ボディーを備えている。
また、「記憶スクロール」の10万倍以上の容量と耐久性を持った「圧縮記憶スクロール」によって、より人間に近い学習が可能。しかし、圧縮記憶スクロールに不備があり、人間型ボディーと機械骨格の間に適合がとれず、6年程度で機能を停止してしまうという欠点がある。第1世代より人間らしいが、非常に短命なのが第2世代である。ただしキエルは6年以上稼動している。
キエルを含めて5体の第2世代の機械人形が作られ、すぐにレッケンベルに引き取られ、過酷な教育を施された。初期不良だったのか、それとも偏った教育のためか、4体の機械人形が学習・実験中に機能を停止。唯一生き残ったキエルは、その後キルのもとへ引き取られ、今の名前をもらった。
非道なレッケンベルを通して、自らの身体で人間の醜さを知ったキエルは、そんな人間の行為を当然のものだと受け入れている。上を目指すものが、他社を蹴落とすのは人間の本質、との考えの通り、キエルはキル・ハイルの家族とも言える第3世代の人形を停止・改造して、兵器とした。
そして、完成させた第4世代ボディを新たな「キエル・ハイル」とし、第2世代である「キエル・ハイル」は活動を停止。キル・ハイルとのつながりを完全に絶ってしまった。なお、第4世代のキエルのプロトタイプが、機械人形工場の深層部にてMVPとして登場する。そのパワーは第2世代のキエル・ハイルを凌駕する。
ボルケウス
黒服の男。キエルが個人的に雇った用心棒。学院の機械人形を機能停止させていた。本名は「カイゾ」。
ボルケウスと名乗りシュバルツバルド情報部に所属。ミッチェル・ライラの部下として活動。重傷を負ってまで大統領を救ったことがあったが、それは信用を得て情報をキエルに流すためのスパイ活動の一環だった。

### 飛行船の搭乗者
巨大企業レッケンベルによって建造された飛行する船。現在、国外と共和国内の二隻が存在する。
ペルロック
国外線を周る飛行船の船長を務めている。シカやトナカイが二足歩行したような外見を持つが、本人は動物扱いをされるのを非常に嫌う。本人曰く『由緒正しい貴族』だが、激情で面倒くさがりやな性格。
大空を旅することが好きという、ロマンチストな一面を持つ。
トロック
ペルロックの弟。共和国周回の飛行船の船長を務めている。激情でぶっきらぼうな兄と違って、温厚で生真面目な性格。
ケージ
ヘイルレンの従姉。リンゴを100単位で賭けたサイコロゲームの担当をしている。20年ほど前に鉱山の崩落で父親を亡くし、その後はマウォングの指示によりゲームのディーラーとなる。その腕を見込まれてトロックから勧誘を受け、承諾。飛行船で空を翔ることに感動する日々を送っている。
ヘイルレン
ケージの従弟。ケージが飛行船に乗ることになった際に、自分も行きたいとくっついていった。まだ幼いながらもどこか諦観したような態度をとっている。それは偉人に憧れるせいかは不明。飛甲板の清掃を担当する。
フルツ
果物商人。飛行船で遊べるサイコロゲームの参加費用となるリンゴを販売している。

## アルナベルツ教国

### フレイヤの加護を受ける者
教皇
教国の頂点に立つ少女。白い髪、白い肌、左右で色の違う瞳、神を身近に感じることができる能力を持って生まれた、フレイヤの化身と言われる人物。まだ幼い少女であるが、生まれた時から国の頂点として祭り上げられてきており感情に希薄で、言葉も途切れ途切れに話す世間知らずな少女である。
以上が一般的な評価ではあるが、実際は聡明で優しさに満ち溢れた少女である。セスルムニル大神殿の権力争いを憂いていたが、幼い自分一人で解決に乗り出しても周りの大人たちに飲まれてしまうであろうと考えた結果、信頼できる協力者が見つかるまで、そういう演技をしているだけに過ぎなかった。
ルーミン
教皇の双子の少年。教皇と同じく白い髪と白い肌と左右色が違う瞳という、教皇になるものの証を具えて生まれた。しかし男子が教皇の証を持って生まれることも教皇の証を持つものが2人現れることも前代未聞であったため、大神官たちは対処に困り果てた。
教皇は一人でないとならないため本来ならば忌み子として即座に殺害すべきであったが、ルーミンは教皇の肉親であり、また教皇になるものの証を備えている人物であるのは確かだったため、殺害するのは憚られると大神官たちは考えた。苦肉の策として、氷の化身・クトルラナックスをトールの炎で脅しつけ、氷の洞窟の最下層に殺さずに封印するという形で一応の解決を図った。

### 大神官
セスルムニル神殿に仕える12名の高位の神官。戦争によりルーンミッドガッツ王国を滅ぼしてユミルの心臓を手にしようと唱える急進派と、戦争に反対して擬似ユミルの心臓で代替しようと考える穏健派に派閥が分かれていた。ただし戦争を望まないというだけで、穏健派もまた急進派同様手段を選ばず、レッケンベルと協力して非道な実験に加担していた。
ジェド・ベケント
大神官の1人。穏やかな老齢の男性。教国の平和のためにプレイヤーに協力を仰ぐ。穏健派に属しているが、他の穏健派の大神官とは意見を異にする。ニルエンとは志を共にする同志だったが今では袂を別っていたが、プレイヤーがかけ橋になったことで和解する。
ニルエン
落ち着いた雰囲気の女性大神官。ジェドとは旧知の仲で彼をベケントと呼ぶ。ジェドと志を同じくしていたが、穏健派がレッケンベルと組んで行なう非人的行為を知って失望し、さらにはジェドが祈っているだけで中立を保っていたことも知り、袂を分かって急進派に付いた。一刻も早く戦争を起こしてこんなことは全て終わりにしたいと願っていた。しかし、ジェドが主人公と一緒に戦争を止めようとしている事実を知った時、プレイヤーとジェドに協力してくれる。
彼女の描いた策により、急進派に囲まれた教皇と話し合う時間を稼ぐことに成功し、教皇の協力を得て急進派を一気に弱体化させた。
ビルド
急進派のトップ。他の大神官とは違い、教皇に次ぐ権力を持った狡猾な老人。頭頂だけ禿げかかった白髪で、サングラスをかけている。教皇の御側付きにも息がかかったものを送り込んでおり、常に教皇や彼女に近づく者を監視している。古株であるジェドも彼には頭が上がらない。
トール火山に秘密裏に建設した基地にて大量の殺戮兵器を製造し、ミッドガルド王国を滅ぼそうと画策する。それは、崇拝する神の違いというだけでミッドガルドから追放された復讐と、その憎き相手が「ユミルの心臓の欠片」を隠し持っているという思いからくるものだった。しかし、その権力はジェドとニルエンの計略により急落。急進派の計画は全て白紙にされてしまった。
権力のほとんどを失い、見下したジェドにすら頭を上げられなくなった。
ヒバム
名も無き島の修道院に勤めている壮年の大神官。狂信者たちを引き連れて名も無き島を占拠し、修道院で狂気の祈りを捧げていた（公式より）。彼、もしくは彼の臣下によって召喚されたと思われるヴェルゼブブによって悪霊を憑依されてしまい、堕ちた大神官となった。乗っ取られたのか、自分から悪魔の力を受け入れたのかは定かではない。彼の背後には悪霊らしき影が取り付いており、不気味な呻き声をあげている。
なお、ガンホーによる公式イベントに登場した際は、取り付いている悪霊にも人格があり、ヒバムと会話したりする描写がある。

### 教国の軍事関係者
アルナベルツ教国の軍事力は、大半が大神官であるビルドによって牛耳られている。ビルドに組する一派は「急進派」と呼ばれ、目的はルーンミッドガッツ王国に戦争を仕掛け、隠し持っているであろう「ユミルの心臓の欠片」を強奪することにある。「フレイヤ様のためなら」と半ば狂信者と化している者もおり、目的のためなら平気で人命を奪う者がいる。
ビト大佐
トール火山に建造された基地で指揮を執る男性。急進派の1人である。部下には厳しく、だが時には優しく接する武人で「打倒ルーンミッドガッツ王国!!」を志している。いわゆる熱血漢。
ビトレイ
口達者なバードの青年。スパイ容疑を掛けられミッドガルド王国に捕らえられている。
サヘディ
トール火山に建設された基地の簡単な管理を担当している男性兵士。
アイトラ
サヘディの部下。「トール火山が噴火する確率が高い」というプレイヤーの言葉を真に受けたサヘディに呼び出され、伝言係として活動する。
カロム
幼馴染である女性ラミールに恋する純情な青年。ビルド大神官の部屋を護衛する職に就いたことで自信がついたのか、かなり悪質じみたアプローチをラミールに仕掛けている。
彼女の家の前で一晩中歌ったり、嫌がられていることにも気づかずこの行動が正しい求愛だと思い込んでいる。
ジオ
ベインスに「地質学研究所」を構える地質学者の老人。基礎学問のみを学んでおり、毎日酒におぼれた生活を送っているため、雇い主である急進派から見放されればたちまち貧困に陥ってしまう。そのため適当にトール火山の温度を測り「大変なことになる！」と嘘をついて、自分を雇用する必要性を誇示している。
話しかけてきたプレイヤーを勝手に「首席研究員」に任命し、仕事を押し付けてしまう。結果的にそれがトール火山に陣取る急進派たちを撤退させることとなってしまい、本人は雇用の危機に気づかず酒場で女性相手に自慢話をしている。

### 神官・信徒
ネマ
神官の少女。感情豊かだが、躁鬱が激しく、ついでにうっかりが多いドジっ娘神官。基本的に明るいが、不安になるときはとことん暗くなる。彼女の笑顔を見ると心が安らぐらしい。
パノ
ネマの双子の妹だが、性格は対照的にクールで感情が希薄。セスルムニル大神殿で福引の受付を行っている。
パパイ
見習い神官の少女。首都ラヘルの近郊に建てられた空港で旅行者たちへのガイドを務めている。
ラミール
神殿兵士カロムの幼馴染。大神官の寝室の掃除など身の回りの手伝いをしている。幼い頃からまとわりついてくるカロムを煙たがっており、敬語を崩さないものの厳しい口調で接している。
ウスティアラー
異常なまでにフレイヤを崇拝している女性信徒。息子のエガピオが病気に罹っているが、それはフレイヤ様への信仰が足りないせいだと考えている。

### 教国の住民たち
先住民と、それを使役しアルナベルツを発展させた移民で上下関係が存在している。先住民と移民が結ばれることは「恥」となるため夫婦関係を隠している者までいる。
ビンセント
ジェドの屋敷で働く執事。世間体を気にする性質がある。妻ジェニーのことは愛しているが、自分は移民の子孫で、彼女は先住民の子孫。そのことが知られればジェドの恥になると考え、夫婦関係を周囲に隠してきた。このことは息子のフォビエには正体を隠し、人一倍厳しく接してきていた。しかしやがてフォビエの知るところとなり、ジェドの宝石を持ち出して逃げ出してしまった。
始めは宝石を取り戻すために主人公を雇うが、ジェドに気づかれる前に取り戻すのは無理だと考え主人公に罪を擦り付け、始末しようと殺し屋をけしかけた。計画は失敗に終わり、主人公に問い詰められて「このままではフォビエの犯罪者になる」と理由を述べ、自分にも親心があったのだと自嘲し全てをジェドに告白しようとする。しかし主人公から引き続きフォビエの捜索を志願され、事件は解決。ビンセントは自分の本心とことの顛末を書き綴った手紙を主人公に持たせ、ジェドに届けさせた。その紙面を見たジェドからは「哀れな……」と同情されている。
ジェニー
ビンセントの妻。ジェドの屋敷で庭師をしている。おっとりとした可愛らしい女性。
フォビエ
ジェニーの息子。ジェドの屋敷で保管されていた大切な宝石を持ち出して行方を晦ませてしまう。
マヒオ
傲慢で自信家なマジシャンの少年。言うだけのことはあり扱う魔法はどれも強力なものばかり。氷の洞窟で炎の魔法を使ったことで自分の衣服に発火してしまい、消火しようとして使った凍り魔法で自身を氷付けにしてしまう。
身動きが取れなくなってしまったためスノウアーからは嘲笑われ、屈辱に耐えながら周りに助けを求めている。
ハミオン
ラヘル在住の青年マジシャン。マヒオの師だが性格は穏やかで、いつもフレイヤの泉で読者に勤しんでいる。
手のつけられない弟子マヒオの失態をプレイヤーから聞き、「いつかこういうことになると思っていました」と大笑いした。
マヒオは師のことを「マジシャンとして平凡」だと言っているが、ハミオンはどんな衝撃でも破壊できない氷を一撃で粉砕する「風のハンマー」を作成した。マヒオも知らない知識と魔法を扱う。
カッティングシュエル
ラヘルに住む青年。屈強な身体の持ち主だが気が小さく、常に自分の過去を隠している。ラヘルのアイドル的存在ブルーの恋人。
実はラヘルの出身者ではなく共和国の都市リヒタルゼンから流れてきた。かつては治安維持の新人として仕事をしており、貧民街に協力する反対派の抹殺を請け負った過去がある。金欲しさに殺人を犯したまではよかったが、その後罪の意識に悩まされリヒタルゼンを去り、ラヘルへと流れ着いた。そこでブルーに一目惚れされ、好奇心から過去を探られてしまう。過去を知った彼女とフレイヤの泉で口論となり、ブルーは弾みで足を滑らせて溺れ死んでしまった。その事実を隠すべく、ブルーの父親センダルを殺し、彼女の日記帳を奪おうと画策していた。ブルーの死体が上がらないように見張っていたのかフレイヤの泉に何度も姿を見せたり、主人公に話しかけられてもすぐに話を打ち切ってしまう（ぼろを出さないために）。
しかし様々な足跡から主人公に犯罪を見抜かれ詰め寄られる。主人公の推理、ブルーの日記帳、そして殺人に用いたナイフを突きつけられ自白。命令で殺人を犯したこと、ブルーを事故で死なせてしまったことを告白した。しかし狂ったように「私は悪くない！」と繰り返し、飽くまで命令で仕方なく犯した殺人であり、ブルーの死も自分の過去を探ったのが悪かったのだと叫び出す。そして、ナイフと日記帳を隠滅しようとするが、追い詰められた精神状態だったため日記帳に足を取られ、手にしていたナイフで自分を刺してしまった。最期の最後まで自分は悪くない、死にたくないと泣き叫び、苦しみながら息を引き取った。罪の意識から逃れようとする余り犯罪を重ね、事実を突きつけられても自首をせず、逃げようとした結果の出来事だった。
主人公の独白ではブルーは彼の重荷にならないようにわざと死んだことが語られ、カッティングシュエルもまた悪人ではなく罪の意識から逃げ続けただけの弱い人間だったことを独白されている。
ロックラック
ベインスで鍵職人を営む老齢の男。幼い頃から見たもの聞いたものの構図や原理を理解できてしまう能力を持っていたため、それを生かして絶対無敵の錠前と鍵を作製している。その腕を買われて教国中の錠前は彼によって作られたが、それはつまりロックラックならばいつでも開錠できてしまうということ。周りの人間たちから疑惑・怯懦の眼差しを向けられることに耐えられなくなり、毎日のように苦手な酒を飲んでは駄目人間を演じている。
アルナベルツの急進派から仕事を依頼されたこともある。

### ダンデリオン
表向きはモロクで活動するボランティア集団だが、その実態はアルナベルツ教国（急進派）下部の秘密活動組織。
ダンデリオン代表
ボランティア集団「ダンデリオン」の代表。レイヤン・ムーアに誘拐された子供たちを助けるためにアサシンギルドに依頼をする。女神フレイヤを信奉している。
前述の通りダンデリオンの正体はアルナベルツの下部組織であり、当初の目的はルーンミッドガッツにモロクの復活の噂を流し、混乱させようとしていた。しかし、レイヤンは本当にモロクを復活させようとしたため、ボランティア集団の皮を被りながらレイヤンの行動を阻止しようとしていた。当初の目的は果たすが、レイヤン・ムーアの捕獲には失敗する。当初の予定では、魔王モロク復活の陰謀という狂言で混乱を招き、不安を抱く人々にフレイヤ信仰を浸透されるマッチポンプの作戦を行なおうとしていた。
このクエストは廃止されたため彼の出番は削除されている。
レイヤン・ムーア
通称R。赤い髪をした青年だが、その容姿はターバンと外套によって隠されている。ボランティア団体ダンデリオンに所属しており、表向きは砂漠都市モロクのゴミ清掃などを行っているが、その実態はアルナベルツ教国の秘密組織。急進派の下部組織として命令を受け、「魔王モロクが復活する」という噂を流してルーンミッドガッツを混乱させる作戦に参加していた。しかし、魔王モロクの思念と共鳴したため洗脳され、解離性同一傷害（Dissociative Identity Disorder)となり、突然平時の人格と凶悪な人格が入れ替わるようになってしまう。
正気を失ったレイヤンは子供たちを誘拐し、本当に魔王を復活させるために彼らを生贄にして殺害。裏切り者としてダンデリオンに追われることとなり、アサシンギルドに自分の保護を依頼する。護衛に就いたアサシンクロスの女性リーンを騙し、彼女も魔王への生贄に捧げようとしたがプレイヤーとキド、そしてダンデリオン代表が現れたことで妨害。リーンに追跡されたが仲間たちと合流し、彼女を振り切って逃亡した。その後はシュバルツバルト野営地の近辺の隠れ家に潜み、そこで仲間たちから尋問を受ける。ミッドガルド大陸に混乱を呼び込みフレイアを女神として迎えるつもりだったこと、本当にモロクを復活させるつもりはなかったことなどが明かされた。もう一つの人格が顕現したことで仲間たちは皆殺しにされてしまい、人格が戻ったレイヤンは殺人を犯した罪の意識により正気を失い、そこをプレイヤーたちに捕縛された。モロクの地下酒場で尋問中にまたもや二重人格が顕現し、モロクと共鳴したことで彼のもとへと転送された。
その後は強力な力を得たことで厄介な存在と見られ、モロクによって次元の狭間に幽閉されてしまっていた。彷徨い、行き倒れになったところをヒシエに保護された。洗脳も解け、今は正気を取り戻しておりエクラージュにてリーンに看病されている。
自分が行った罪を許せず、主人公や今まで関わった人たちに謝罪した。彼から得た情報は有益なものとされ、時空の裂け目の調査に関わることから重要人物としてラフィネ側に保護されることになった。

## 冒険者たち
ストーリーに関わるクエストでたびたび登場する。
テューリアン
異世界を冒険する冒険者たちのパーティーリーダーを務めるルーンナイトの青年。負けず嫌いな直情バカでしばしばトラブルを呼び込む。
マークイシャ
アークビショップの青年。テューリアンとは十五年以上の付き合いだという。彼に対してはバカ呼ばわりの毒舌で接する。それ以外の人には基本的に礼儀正しい。
アルプオカート
ギロチンクロスの青年。テューリアンたちと行動を共にしており、パーティーのブレイン的存在。実は作家オリバーヒルベルトの大ファン。
マギスティン
テューリアンたちと行動を共にする少女。職業はウォーロック。周りの空気を察することに長けており、少々臆病な面がある。
タマリン
モロクで行き倒れているところを保護されたレンジャーの青年。仲間たちと一緒に異世界へ旅立ったまではよかったが、次元の狭間の地割れに気づかず落ちてしまう。そこで燃え盛る炎の大地「フレイムヴァレー」を発見した。
元々はテューリアンたちの仲間であり、離れ離れになっていたが後に合流した。
ニュオーズ
ギルド「ニュオーズの白羽」のギルドマスター。職業はミンストレル。極度の方向音痴の青年でよく行方不明になる。
ロテルト
ギルド「ニュオーズの白羽」の一員だったが、ニュオーズが行方不明になった後ギルドマスターとなった。職業はアークビショップ。気難しい人物として周囲に見られがちだが、実際は情に厚い青年。
ミンミン
ギルド「ニュオーズの白羽」の一員。スタイル抜群の妖艶なジェネティックの女性。メンバーの中でも一番大人びており、落ち着きがある。
ゲルカ
ギルド「ニュオーズの白羽」の一員で、ロテルトの一番弟子。職業は修羅。
アラン
ギルド「ニュオーズの白羽」の一員。いつも元気な女の子で職業はテコンキッド。彼女の父親とニュオーズは仲がよかったため、その繋がりから行方不明のニュオーズ捜索に参加した。
ルナイン
ギルド「ニュオーズの白羽」の一員。数多いニュオーズファンの一人。職業はハイプリースト。見た目以上に大人びており、同年代には冷たく当たることもある。
ロエル
ギルド「ニュオーズの白羽」の一員。防御に特化されたロイヤルガードの少年。幼い頃より転職したため実戦経験はなかったが、ロテルトがメンバーを募ったのを聞きつけて合流した。
メロディージャック
素性が不明な謎の男。サングラスをかけている白髪のシャドーチェイサー。「ニュオーズの白羽」とは契約上で結ばれている。契約内容にアイグを守るという項目があったため一行に同道する。約束は守る男というのを自負しており、そのせいで厄介ごとに首を突っ込んでいる現状を悔いている。
必要以上のことは話さず、話しかけられるのも嫌うがそれは仕事のため。必要だと判じたのならば主人公にアイグの護衛の手伝いを頼むなど、職業意識が高い。
アイグ
ギルド「たんぽぽ楽団」のマスター。幼い頃にニュオーズと出会い、憧れからダンサーの道へと入った少女。歌によって魔物を落ち着かせる能力を持つ。語尾に「なの」をつけて喋る。
ラギ
ギルド「たんぽぽ楽団」の一員。アイグの歌に惚れ込んで加入した。職業はバード。肩書きは、アイグファンクラブイズルード支部会長。かなりのナルシスト。

## 楽園団
アルクイエン・ナイル・アトナド
「楽園団」の団長を勤める女性。通称「ナイル」。イアン・アトナドの娘。巨乳でスタイルがよく、大人の女性らしいクールさを持つ。
ライム・イヴェノル
「楽園団」の受付係。中性的な容姿の持ち主だが、性別は男性の模様（喉仏が描かれている）。
ルークラフェズ
「楽園団」の護衛を勤める青年。基本的に無口で無駄なことは話さない。無愛想だと思われるが実際は異なる。
イアン・アトナド
通称「イアン」。白髪の老人。アルクイエンの父親で気難しい性格をしている。レッケンベルが打ち立てたプロジェクト「ファンタスマゴリカ」に参加するべく、楽園団に「アトナド発掘団」を設立した。
アウレス
「アトナド発掘団」に所属する考古学者の老人。イアンとは旧知の仲だが性格は正反対。

## ドワーフ
アウストリ
ドワーフの鍛冶屋。鍛冶師としての精神を大切にしており、その精神を理解しない者には無愛想な態度を見せる、頑固な職人気質な男性。神器であるミョルニールは、彼の先祖が作ったものである。
スドリ
拳で男を語るのをモットーとする男性。男でも女でも闘いとあれば、容赦なく拳を振る。拳法の達人である彼に勝利するのは、非常に困難だ。
ベストリ
おねえ口調のドワーフ。精錬を生きがいにしている。
ノストリ
昔話が好きなのか、話しかけてくる相手には神々のひとりであるトールの話をする。

## アサシンギルド
暗殺を生業としているのではなく、情報操作や要人の護衛などに暗躍して動いている。
プレイヤーの職業としてのアサシンが上位二次職・三次職とランクアップした「アサシンクロス」「ギロチンクロス」と同じように、ギルド内でも特に優秀なものにはこれらの称号が与えられている。
原作にも登場するが、ギロチンクロスたちが留守の間隙をつかれてしまい、魔剣士サクライによってほとんどが殺されてしまった。
バルデス
アサシンギルドのマスターの1人。老齢の男性。
リーン
アサシンギルドの女性アサシンクロス。ギルドに保護を依頼してきたRの護衛任務に就いた。その後、取り逃がしたレイヤン・ムーアを暗殺すると誓い、追跡任務に就いている。
キド
アサシンギルドの男性アサシンクロス。ダンデリオンから依頼された、誘拐された子供の捜査任務に就く。
タオ
アサシンの少女。猫耳を着用して語尾に「にゃ」と付けて話す。
ヒュッケ
黒い猫耳と尻尾を着用している女性アサシン。モロクの街で届け物を待っている。その容姿からユーザー層に人気が高く、当時のアンソロジーコミックにも登場していた。ミスティとニューたちの姉。
マルザナ
アサシンクロスの女性。現職の中で最も毒の扱いに精通している。
シャイ
アッシュ・バキュームのモロク討伐隊に加入していたアサシンクロスの青年。次第に頭角を現していき、今では責任者という立場でエルディカスティスの酒場「バールブルーメ」でバーテンを営んでいる。販売している者のほとんどは砂漠都市モロクから取り寄せたものだが、自作のケーキを売りに出そうと考えている。
しかし、そちらに関しては才能に恵まれなかったようで、食べたプレイヤーは青ざめてしまうほどの威力を持っている。

## アッシュ・バキューム

### ミッドガルド連合軍
ルーンミッドガッツ、シュバルツバルト、アルナベルツの3国で手を取り合い、魔王モロクの逃亡によって繋がった異世界に「アッシュ・バキューム」と名付け、調査を行なっている。名目上は魔王モロクの追跡が主だが、そちらは少数でしか当たっておらず、三国とも異世界の文明・技術を独占することしか考えていない。そのため到底一枚岩とは言えない状態だったが、主人公を通じて個人個人が手を取り合い、異種族との架け橋にもなり、モロクとの最終決戦には二つの世界が手を取り合うほどにまでなった。
シガイツ
通称ガイ。シュバルツバルト所属の男性。正義感が強く、各国の和解と、それによる平和を望んでいる。能力ゆえに連合軍同盟長に任命されたが、その理想は共和国に受け入れられず、上層部からは厄介者扱いされている。ムーンケンロによって「体調不良による辞退」ということで、連邦議長の座を降ろされてしまった。しかし彼の理想はしっかりと主人公に受け継がれ、やがて実ることになる。
ムーンケンロ
通称「ムーン」。シガイツの補佐として、そして良き友として常に隣に立っている。その能力を買われ副連邦議長となるも、シガイツのやり方は上層部から反感を買っていることに気づき、三国の和平など考えないようにといさめる。だが、幾度となく続けた説得にもシガイツは、首を縦に振らなかった。ムーンケンロは友の身を守るために連邦議長の座から引き摺り下ろしてしまった。シガイツ辞任の後は、副議長という立場であったことや、シガイツに比べて世渡りが上手く上層部に真っ向から逆らったりしない「扱いやすさ」から議員たちによって次の同盟長に任命される。
友のためとはいえ、裏切りも同然の真似をしたことを悔いていたが、プレイヤーから罵られたことで決起。シガイツの意思を引き継いで、彼なりのやり方で三国の和平を目指すことを決意する。
ヒバ・アジフ
連合軍の司令官。通称「アジフ」。元は辺境を警備する一介の傭兵に過ぎなかったが、その実力を認められ司令官に抜擢された（どの国家にも所属していないため、特定の国をひいきしないだろうという理由もある）。長身でしっかりと肉の付いた体格をしており、無精ひげを生やしたいかにも「荒っぽいオジさん」タイプ。そんな外見に似合わずナイーブで傷つきやすい。また信頼と約束を重んじる性格で、プレイヤーの行動次第では絶対的な信を置く。イグリドから兄貴と呼ばれ、慕われているが、本人はそう呼ばれるたびに「司令官と呼べ」と訂正させる。
イグリド
連合軍の教官長。兵士たちの訓練を取り仕切っている。アジフを「兄貴」と呼び慕う青年。礼節などとは無縁だが、正義感と責任感が強く、所謂男らしい傭兵を地でいく存在。傭兵としての実力は高く、荒々しくも凄まじい猛攻で相手を追い詰める戦いを得意とする。モルスの洞窟で助っ人にイグリドを選択した場合、プレイヤーに同行する。しかし、死神アンクの罠によりエネルギーを奪い取られてしまうが、からくも生還を果たした。
アビダル
連合軍の老参謀。アジフ、イグリドと同じく元は一般の傭兵であった。3人の中では一番落ちついており、温厚で礼儀正しい男である。だが、酔った時は陽気になるという性質（らしい）。腹黒いを一面を垣間見せることも。
セルザン
連合軍事務官。情報部のリーダー的存在として意見をまとめる立場にあるが、生来の気の弱さからか精神的不安に胃を痛めている。情報部は各国で得た情報を交換するので、他国同士の衝突が激しい。会議のたびに言い争いが起こるため、すっかり萎縮してしまっている。ついうっかり、場の空気を凍らせる発言をしてしまうことも。
リョースン
ルーンミッドガッツの情報担当官。いちごケーキが大好物であり、台無しにされた時は烈火の如く憤怒を露わにする。口癖は「むかつくむかつく！」。
ヒュー
シュバルツバルドの情報担当官。神経質で貴族としてのプライドが高く、他人を見下すような言動を取る。その反面、ナイーブで傷つきやすい一面を持っている。だが、プライドが邪魔をして誰にも言い出せず、一人で抱え込んで罪悪感にさいなまれるという悪循環に陥ることがある。
ヘンジヌ
アルナベルツの情報担当官。面白いことが大好きで、常に不真面目で思いつきのままに行動する青年。ちょっとしたことでもすぐに大笑いする。名前の通り変な男性という表現が近いが、真面目になるべき所では急に真面目になったり、場が気まずい雰囲気になった時に率先しておちゃらけて見せたり（嘘をついて自分が罪を被ってでも）、変な男という自分のキャラを上手く使っている面もある。
ルーゲン・ジェドニック
アッシュ・バキュームにやって来た勇士たちの指導および案内を務めている教官の男性。親友であるオトゥとは多忙のため暫く会っておらず、体調を崩したという話を聞いて心配している。
マリアン
配達物の仕入れ担当をしている女性。
エリックス
陽気な炊事兵の男性。コック姿で鼻歌を歌いながら調理をするという本格派。料理の腕は確かで、彼の作るチョコレートパイは多くの人に愛されている。
ルミス＝ブラック
臆病な生物学者。アッシュ・バキュームの生態を調査するため兄と共にやってきたが、未知の生物に怯えてしまい、研究がはかどらないでいる。
ドランス
シュバルツバルドの優秀な機械工学者。彼の作り出したリングによって未知の種族との対話を試みることが可能となる。
ディクショナリー
アルナベルツ所属の言語学者の青年。妖精族や木人族の言語を解読するべく、奮闘している。
ウィスパ
ルーンミッドガッツの女性魔術師。アサシンたちの協力を得て、特殊な宝石に異種族の言葉を録音している。未確認鉱石を基盤にリングを造形してくれる。それをドランスに渡して加工することで、三国の力によって生み出された「知恵の王の指輪」が完成する。
ドハ
監察官の男性。駐屯地を襲撃し、魔王モロクや異種族、アッシュ・バキュームに関する書類を奪った犯人の追跡をプレイヤーに依頼する。
ベン
遠征隊員の青年。いわゆる熱血タイプで「頑張って遠征隊にかかせない存在になる！」と意気込んでいる。
マハ
遠征隊員の青年。情熱的なベンとは対称に、興味のないことにはどこまでも冷めた態度を見せる。

### 猫の手サービス
元々はミッドガルドでもアッシュ・バキュームでもない世界に住んでいたが、突如としてミッドガルドへ飛ばされてしまった。そこからアッシュ・バキュームへと迷い込んでしまったが、故郷である猫の手島に帰るべく、サービス活動を開始した。
ギャルック
猫の手サービスの職員。彼と話すことで契約することができる。
ガルル
猫の手サービスの職員。彼と話すことで魚を渡し、ポイントと交換することができる。
ヘンリー・クリフォード
釣り好きな老人。まかじきを渡すとポイントをくれる。
ジャボン

マーチョ

ハルラビ

ビケイ
サファ族の首都エルディカスティスからやや離れた場所にテントを張って暮らしている。猫の手サービスの一員だが、勤務外のことに関しての頼みごとは消極的。アサシンクロスのシャイを酷く恐れており、彼から配達される飲食物にトラウマを抱いている。

### ラフィネ族
世界樹イグドラシルを守護する種族。故郷であるアールブヘイムから兵隊が派遣され、スプレンディットフィールドに前線基地を建造。大樹を荒らす巨人と戦いをくりひろげている。一般的に背が低く、まるで妖精のような姿をしているのが特徴。彼らを描いたとされる古い文献がミッドガルドに存在する。それには大樹イグドラシルを守護する妖精たちが映されている。
カルデュイ
エクラージュに住まうラフィネ族の王（マヨル・ジュン）。巨大な美しい翅の持ち主。
ドナ（上級ラフィネ）とパパン（平民ラフィネ）の混血児であり、歴史上で二人目の混血マヨル・ジュンである。かつての混血マヨル・ジュンが暴君であったために民たちに不信を抱かれているが、本人は至って善良なラフィネである。新王であり本人は若く、兄との再会にはしゃぐなど子供っぽい部分を見せることも。先代までのすべての王の記憶を受け継いでいるため、サファ族の知識も深く、二種族と人間との友好関係を築き戦争を終わらせようとしている。
正体はエイヴァントによって人工的に生み出された混血児であり、彼の目論見通り二人目の混血王となった存在。
ヒシエ
カルデュイの実兄であり、同じくエイヴァントによって生み出された混血児。褐色の肌を持ち、王に選ばれなかった。
弟のためを思いビフロストタワー最上階に隠遁している。本人は思慮深く沈着冷静。シナイムとエイヴァントを巡る事件でプレイヤーと知り合い、以後友好的な関係を結ぶ。（選択肢によっては）単独で刺客を退けエイヴァントを捕縛するなど戦闘力も高く、モロクとの決戦にはラフィネ側の代表として参戦した。
エイヴァント
天才魔学者である上級ラフィネ。カルデュイとヒシエの父親。
非常に自尊心が高く、自らの研究を至高と信じ、それを目的として行動するマッドサイエンティスト。しかし息子たちへの情がないわけではないらしい。シナイムに協力していた疑いでヒシエとプレイヤーに捕縛されるものの、モロクとの決戦時にはフレイムヴァレー生態研究班に参加する。性格は相変わらず。
シナイム
ラフィネ軍参謀のひとり。頭痛に悩まされている上級ラフィネの女性。

レビオルディル
前線基地スプレンディットの女性司令官。上級ラフィネ族。
ラフィネ族は大樹イグドラシルを守護する一族であり、ミッドガルドの文献にも妖精たちの姿が描かれているものがある。その使命に従い、大樹に近付こうとする人間の存在を快く思っていない。これはレビオルディルだけではなく、他のラフィネ族（通称：妖精）も同様である。生真面目な性格で怒りっぽく、ユグドラシルの幹を探索しようとするプレイヤーにも激高を露わにしていた。
アリオス
レビオルディルの補佐的な人物。イグドラシルの守護者ニーズヘッグの侍従であり、プレイヤーに守護者の様子を見てきて欲しいと頼む。
イグドラシルリアド
本名ではなく、大侍従に対して与えられた称号。守護者の邪悪な影により、肉体は滅ぼされ精神だけが捕らわれ、存在を許されている。
アーク
スプレンディットの兵士。行方不明になった親戚の行方を心配している。
テラ
アークの親戚。

### サファ族
アッシュ・バキューム（ヨトゥンヘイム）に住まう種族。生まれつき病に罹っており、ブラディウムを取り込み続けないと皮膚が岩のように硬くなって死んでしまうという運命にある。そのため絶えずブラディウムを採掘し続けているが、大陸中に張られたイグドラシルの根を傷つけてしまっている。それによってイグドラシルを護るラフィネ族からは敵視され、長い間抗争が続いている。
アハト
エルディカスティスにて新任した大臣。記憶喪失の状態で発見されたが、瞬く間に大臣へと上り詰めた。
サファ族には滑らかな肌を持つ美しい同族に見えるが、プレイヤーには長い金髪を持った華やかな姿に見えるという矛盾が存在する（プレイヤーの性別が男性なら美女、女性なら美青年に見える）。

チェシャー
アハトに保護された獣人族の少年。猫のような耳と尻尾を持っているが、本人はそれを気にしてかフードとマントで隠している。いつも不機嫌な顔をして斜に構えた態度を見せるが、アハトには忠実。
駐屯地にもぐりこんで報告書を奪った犯人と特徴が一致するため、彼が犯人だと見られている。
威圧するような口調の端々に、どこか幼さを感じさせるものが含まれている。その点はグラビティが『ラグナロクオンライン』と同時期製作したRPG『アークトゥルス』に登場する主人公シズ・フレアーに通じるものがある。
ヘスランタ
エルディカスティスの大臣のひとり。穏やかかつ、やや気弱な面を垣間見せる。
「権力は分散されて持てば、片方が悪事に手を出してももう片方が正常にしてくれる」。そう言った彼はアハトにエルディカスティスの権力が掌握されるのをよしとせず、その身辺を調べて常に監視している。
ビハヌス
エルディカスティスの重鎮のひとり。位は大臣。サファ族とミッドガルド連合軍との橋渡し役として、最高指揮官の命を受け駐屯地に来訪した。
エトル
鉱山都市マヌクに巨を構えるサファ族の首長。
アバランチェ
鉱山都市マヌクを護る番兵たちのリーダー。カミダルトンネルを通ってエルディカスティスに行くためには、彼から通行許可をもらわなくてはならない。立場に反して穏やかな気質の男性である。

## ニブルヘイム
死者の魂が導かれる「死者の国」。後に異世界の一つであることが明かされた。
その正体は、ヴァルキリーの試練に破れ志半ばで去った者たちの「墓場」であった。ただし中には生への未練を捨て着れずここに縛り付けられている者もいる
ヘル
死者の国ニブルヘイムを統括する女王。ロキと巨人アングルボダの末娘。艶やかなオーラを漂わせている。一人称は「私」もしくは「我」、二人称は「ぬし」と話し方も気品に溢れている。アングルボダの魂を探しており、神々によって封印された母を助けようとするなど母親思いであり、主人公が封印されたアングルボダの魂を持ってきた時は感謝を述べ、襲い掛かることもしない。
「九つの世界の象徴」というアイテムを所持しており、これによってニブルヘイムの全権を掌握しており、死者だけではなく死者の国そのものの法則を捻じ曲げることも可能（例えば死者を現世に生き返らせることもできる。
実はロードオブデスの正体。巨大な骸骨が白銀の甲冑を纏った姿でニブルヘイムを徘徊し、生ある者を殺害し、死者の国の住民に引きずり込もうとする。
セリンの野望を知っていながら手を打たないことについて、キルケラは「ミッドガルドが崩壊すれば死者の国の住人が増えるから」と推測しているが真意は不明。
ロードオブデス
ヘルの戦闘形態。白馬に騎乗した騎士風の姿だが、その肉体は骸となっており禍々しい。
オゼ
ヘルの臣下。「選ばれし者になるためニブルヘイムを訪れたが、その代償として肉体を失い、死者の街を彷徨う魂となった」と話すが、その正体はヘルの臣下「ガングルラティ」。
アラキナ
可愛らしい少女。ニブルヘイムに迷い込んでしまい、家に帰りたいと思っている。
本人は気づいていないが、既に死亡しており、ニブルヘイムにとどまる魂となってしまっている。主人公の助けてもらったが結局は家に帰れず、より激しい絶望を抱いたことでセリンに利用されることとなった。
アッシュブルース
ニブルヘイムを彷徨う邪悪な魂。キルケラから呪文書を盗み出した。元ネタは、映画「死霊のはらわた」に登場する主人公および俳優から。
キルケラ
ニブルヘイムの魔女。マジシャンの少女の姿をしている。
ニブルヘイムでは「魔女」と呼ばれ恐れられているが、実際は善人であり、生ある者が死者の国に迷い込むと故郷へ戻してくれる。
大型クエスト「The Sign」では、ヴァルキリーの試練の監督を務める人物であることが明かされた。主人公にセリンの目的を語り、阻止するための手助けを試練とした。
別れの際には「生とは自分以外の存在と調和し、共存することで自分を見つけること」と語った。
セリン
ニブルヘイムにとどまる女性。彼女もまたヴァルキリーの試練に敗れ、命を失った存在であり、一目見て主人公が試練を受けに来たことに気づく。そして「ニブルヘイムに彷徨う魂を救って欲しい」と主人公に人助けをさせた。
しかし真の目的は、ニブルヘイムを出てミッドガルドに帰ること。死した今でも生への執着を捨てきれず、日増しにその思いは募り、やがて手段を選ばぬ女性へと変貌してしまった。主人公を利用してヘルから「「九つの世界の象徴（ニブルヘイムにおける絶対行使の力）」を持ってこさせ、その力を以ってニブルヘイムからの脱出を考えたが、主人公が持ってきたのは一度きりしか力を行使できず、それではニブルヘイムを出ることは叶わなかった。そのためもうひとつの手段として、異世界の存在「悪魔の王ダークロード」を召喚し、生き返らせてもらうことを考えていた。そのことを知った主人公に阻まれ、ニブルヘイムの魂たちから集めた「絶望」の力を使ってダークロードの分身に変異する。
結末次第ではキルケラの水薬によって生への執着も記憶もすべてを忘れてしまい、「九つの世界の象徴」を扱う力も封印されてしまう。ハッピーエンドの場合は、主人公のことだけは忘れず、空虚になりながらもその思い出を抱いてニブルヘイムで生きていく。
ダークロードが召喚されればミッドガルドは崩壊するが、ニブルヘイムという「死」を感じる世界からどうしても逃げ出したかったことを告げている。敗北したその時は改心し、主人公のような優しい人間に出会えたことで自らの生を実感した。
ダークロードの分身
セリンがニブルヘイムの魂から集めた絶望の力を用いて変異した姿。この力を得るため、主人公にアラキナを助けさせようとして絶望させた。

## 魔王モロク一派
魔王モロク / 魔神モロク
強大な力を持った魔王。形状は巨大な人型だが、黒い体表から幾多の瞳を覗かせる姿をしている。
約400年前、タナトスタワーのゲートを通って魔界から出現したが、待ち構えていた「彼女」とその仲間たちに敗退、南方へと逃れる。その後もアサシンクロスたちとの戦いを繰り広げ、最期は魔剣士タナトスとの戦いに敗れて地下深くに封印されている。封印を施した建物はモロク城と呼ばれ、そこに出来た都市もモロクの名前が付いた。モロク周辺が砂漠化しているのはこの戦いの余波によるもの。
過去何度か復活を企てた者たちが居たが、全て退けられている。その中の一人であるレイヤン・ムーアはモロクの思念に取り付かれたことで支配され、彼を復活させようと幾多の子供たちを拉致し、生贄として殺害。儀式は主人公とアサシンギルドとダンデリオンの活躍によって途中で阻止された。しかし後に結界に僅かな綻びが発生してしまい、その間隙をついて自力で長き封印を破り復活した（綻びが生じた理由は不明）。
彼の目的は世界のあらゆる物を破壊すること。手始めに自身を封印し続けてきた砂漠都市と周辺の砂漠地帯を壊滅させた。それにより砂漠の一部が壊死し、地形が変わってしまった。そこは次元の狭間と呼ばれている。また、自分を封印した人間たちに対して激しい怒りと憎悪を抱いており復讐することを述べている。
自分の分身である「現身」を無限に生み出し、モロクの街を破壊。一般のモンスターをはるかに凌駕する現身たちも、世界各地から集った戦士たちには敵わず、追い詰められたモロクは次元の狭間への撤退を余儀なくされた。その後、次元の狭間に発生した時空の裂け目を通って異世界へと逃れる。プレイヤーはモロクを追跡するべく異世界に渡るが、異世界関連のクエストではモロクの存在が上がるもののモロク自身は表舞台には出てこない。
異世界の二種族の争いを送り込んだ刺客を使って扇動し、その隙にラフィネのオーブを奪取。「神」へと転生するために魔神殿を作り出し、一度死を迎え、復活することを目論む。
再生の半魔神
「神」として転生を果たしたモロクの新たなる姿。上記のような怪物の形態ではなく、黒髪で色白の幼い少年の姿となっている。口調も見た目通りで幼く、一人称も「僕」になっており外見だけではなく言葉遣いまで大きく変化した。アハトとシナイムのことは「主人公に負けるとは思わなかった」と述べており、手札の中でも最強のカードだったことが窺える。戦闘中に「太古のモロク＆安息のモロク（外見は転生前のモロク）」を呼び出す。その後、以下の形態へと変身する。
絶望の神モロク
自らを神と称するモロクの新たなる姿。
少年から青年の姿へと変貌し、本性を露わに最後の勝負を挑んでくる。前述のような幼い口調は消え失せ、尊大で他者を見下したものに変化した。自身の勝利を絶対のものと確信し、主人公たちを「人間風情」と見下し、「魔神」としての力を振るう。しかし、「絶望の神」の力も世界という境界を越えて生まれた「絆」と「希望」の前に及ばず、追い詰められ余裕をなくしていき、主人公に敗北。「人間風情」に負けたことを悔やみながら膝を突く。
ロキによれば「ヒトに憧れ、ヒトになれず、ヒトによって滅びる」とのことであり、モロクなりに人間に対する憧憬があった。ロキが語った通り、人間である主人公に敗北を喫した。そしてニーズヘッグからも「人や世界に対する羨望（自分を拒絶しない「居場所」を欲していた）」を抱いていたことを指摘されるが、動揺しつつも受け入れることはなく「主人公たちに自分の記憶がある限り何度でも復活する」と言い捨て消え去った。モロクの肉体は滅びたが、この世界はモロクが生み出した精神世界であり、肉体を失ってもなおモロクは同じことを繰り返し続け、そのたびに守護者の隣に立つ冒険者によってとどめられるという結末を辿ることになる。
事実上、『ラグナロクオンライン』最強のモンスター。
原作コミックでは、自身の思念をモンスターに憑依させ、結界を破ろうと暗躍。しかし、ギロチンクロスであるロキに敗れたため、結局復活に至らなかった。なお、当初はこの設定は『ラグナロクオンライン』より500年ほど「未来」の出来事として語られていたが、後に設定が変更され「過去」の出来事として描写された。他にも原作コミックを基にした展開がクエストで登場しており、主人公は過去の時間へ移動しているという設定になっている。

アハト
魔王モロクの現身の一人。モロクの第一の使徒。シナイムと違って落ち着いた雰囲気をまとっており、誰に対しても礼儀正しく接する。また台詞には詩的な部分がちらほらとうかがえる。不思議な人物であり、見る者によって違う姿に見える。サファ族の場合、綺麗な肌をした美しい青年。主人公が男性の場合は女性に、女性の場合は男性の姿となる。
エルディカスティスにて大臣に新任し、自分に近づく者には暗示をかけて忠実なしもべにしてしまう。チェシャーを召使にしており、洗脳した（と思い込んだ）主人公にモロクの痕跡を消す依頼を遂行させた。新任ながらもアハトを慕うサファ族は多く、エルディカスティス中の権力をほぼ掌握している状態。その立場を利用し、裏からラフィネとの戦争の糸を引いていた。
モロクとの決戦時には前哨戦としてシナイムと共に襲主人公たちに襲い掛かるが敗北。だがモロクによって与えられた新たな肉体によってムスペルスコールとして復活した。
ムスペルスコール
主人公に敗れたアハトが復活した新たなる姿。転生を果たしたモロクが生み出した二匹の獣（ムスペルスコール、ブリナラネア）のうち、一頭の肉体を与えられた。溶岩石の皮膚と焔の体毛を持つ狼となり、溶岩流によって傷を癒す能力を獲得している。
死して怪物となっても最後までモロクの望みに応えプレイヤーたちと戦い抜き、忠義の果てに敗れ去った。
なお「ムスペル」は火の国、「スコール」は狼を意味する。名前の通り強力な火属性攻撃を行使する。
シナイム
魔王モロクの現身の一人。モロクの第二の使徒。ラフィネ族の女性に憑依し、スパイとして暗躍していた。言葉遣いは丁寧だが、基本的に他者を下に見た言動を取る。憑依したラフィネ族の女性「シナイム」は用済みとなったため、逃走する際に殺している。
エクラージュに強大な魔力を供給するオーブ奪取のために女大臣シナイムに憑依。プレイヤーを利用してまんまとオーブを騙し取り、元のラフィネの身体を捨ててモロクのもとへと戻った。その目的はオーブの力によってモロクの転生を手助けするためであった。
モロクとの決戦時には前哨戦としてアハトと共に主人公たちに襲い掛かるが敗北。だがモロクによって与えられた新たな肉体によってブリナラネアとして復活した。
ブリナラネア
主人公に敗れたシナイムが復活した新たなる姿。転生を果たしたモロクが生み出した二匹の獣のうち、一頭の肉体を与えられた。蜘蛛の下半身と女性の上半身という構成となっており、姿は完全に怪物そのもの。新たな力によって勝利を確信していたが所詮は借り物の力。幾多の困難を乗り越えてきた主人公たちに通じるわけがなく、二度の敗北を味わい今度こそ討ち滅ぼされた。

シャルロシー
モロクの第三の使徒。左右の瞳の色が違うオッドアイの少女の姿をしている。
死神アンク
モロクに使える忠実なる死神。強大な魔力を持っており、腕利きの戦士でも到底太刀打ちできない強さを持つ。ビオスの島にて、多数のグールを率いてプレイヤーたちからエネルギーを奪い取り、モロク復活のための生贄にしようとする。敗北したその時ですら魔王の復活を喜び、不気味な哄笑を残しながら消滅した。
レイヤン・ムーア
モロクによって洗脳された青年。モロクを復活させるべく暗躍させられた。

## モンスター
アルテミシア
小柄で赤い髪の少女。明るく元気で人をからかう性格。ルディとはパートナーのような間柄で、ある目的のため行動している。
正体は亀と蛇を従える女性型モンスターメデューサ。
ルディ
青い髪の少年で両脚がまるで狼のようになっている。享楽的な性格で笑顔が絶えず、主人公に「遊び」と称して戦闘を求めてくる。戦うことが好きな性格らしく、邪魔するならアルテミシアでも容赦はしないと凶悪な顔と殺意を見せたが、直後に冗談だったと笑顔を見せた。しかし彼女にはこの態度こそが演技ではないのかと疑われている。
正体は氷の狼型モンスターハティー。
ダークロード
魔界の悪魔の王。無限の魔力をそなえている。ミッドガルドを滅ぼし手中に収めようとしているが、彼の忌み嫌う生の気配に満ち溢れているため出現するには多大の力の消費が必要とされ、自身より遥に力の劣る分身を送ることしかできない（世界に死が満ちれば満ちるほど力のある分身を送れる。ボスとして戦えるのはこの分身となっている）。恐怖や混乱、死の気配などを糧にして地上へ多大な影響を及ぼせるという。
ニブルヘイムの住民であるセリンはミッドガルドへ帰るため、「九つの世界の象徴」を用いてダークロードを降臨させようと暗躍。プレイヤーに阻まれたため、セリン自らが「ニブルヘイムにある絶望」を用いてダークロードの姿と化し、一戦交える。最期は主人公の前に敗北し、結局ダークロードが降臨することはなかった。
アニメ版では黒幕的存在として登場。人間を「ゴミ」と呼び、尊大な態度を取る邪悪な存在となっている。現世に降臨するべく暗躍するが、グラストヘイムでの戦いにて主人公ロアンたちに敗北を喫する。逃げ帰ったところをバフォメットから「貴様のコソコソしたやり方は気に入らない」とトドメを刺され消え去った。
ケータイアプリ版「VIOLET」では最終ボスとして登場。ランドグリスと同一の存在という設定となっており、ダークロードが消えればランドグリスも消える運命にある。ランドグリスの導きによって大きく成長した主人公に敗れ消滅した。
ランドグリス
オーディン神殿を彷徨う、蒼い鎧を纏った戦乙女。背中に生えた漆黒の双翼で飛翔し、オーディン神殿に入り込んだ人間を無差別に殺して回っている。前述のヴァルキリーやウィッシュメイデン（実装されたのはウィッシュメイデンよりランドグリスのほうが先）と酷似した容姿をしているが、神々なのかは不明。倒すことができれば、ヴァルキリーの名を冠した装備品が手に入ることがある。
神の使いよろしく、聖属性のホーリークロスや雷を落とすロードオブヴァーミリオンなどを多用する。また、地盤沈下を発生させる無属性攻撃アースクエイクや、広範囲に衝撃波を放つパルスストライクを使用する。
ランドグリス（ランドグリーズとも）には「盾を壊すもの」という意味がある。だが本作では盾を壊すような攻撃はしてこない（鎧は壊してくる）。
ケータイアプリの『ラグナロクオンラインVIOLET』では、主人公に試練を与える天の使いとして登場。ヴァルキリー同様穏やかな口調だが、「試練を越えられなければ死ぬのは仕方がない」と容赦のない一面を持つ（このことで主人公に震えられた）。実はダークロードの半身という設定。ランドグリスはダークロードであり、ダークロードはランドグリスでもある。
ランドグリスゴースト
ランドグリスが生み出した分身たち。本体にははるかに劣るものの、非常に高い戦闘能力を持っており並大抵の冒険者では歯が立たない。
ドレイク
難破した海賊船の船長。生前は海賊王として名を馳せたが、彼を恨むものたちが死の呪いをかけたため、彼と部下はアンデッド化してしまった。
強力な水属性のスキルを多用する。
ドッペルゲンガー
男性の剣士の姿をしているが、正体は遥か昔、災厄によって地下に沈んでしまった都市ゲフェニアを徘徊する魔族。魔族らしく傲岸不遜な態度をとっている。その実力は、クルセイダーの1部隊を壊滅させたほど。
プリースト転職試験にも登場し、プレイヤーに「我と組めば今の力を手にしたまま若返らせてやろう（意訳：今の強さを保持したままノービスから始めさせてやる）」と誘惑してくる。断ったとしてもここでは戦闘になることはない。
ジルタス
グラストヘイム地下監獄の主。顔の半分を覆う仮面をかぶっている、魔界の貴族出身の令嬢。基本、クールで艶麗な美女だが、気分が昂るとサディスティックな一面が露わになる。部下としてインジャスティス、リボ、フェンダークを従えている。
ロードオブデス

キエル

キエル・ハイルの第2世代のボディ。
キエル-D-01

キエル・ハイルが作った第4世代の機械人形の試作品。キエルと変わらぬ外見をしているため、当初キルはキエルが自身をコピーした第2世代かと考えていた。この試作を経て、キエルは自身の新しい体を作った。
ヴェスパー
ジュピロスダンジョンの下層に救う巨大なロボット。正体は、文明時代の地下研究所の所長「ヴェスパー・ニュトーン」。通称は物狂いのヴェスパー。現在は機械の永遠の肉体になっており、強きものへの余興として警備システムを作り、それを突破して自分を殺せるものが来るのを待っている。
クトルラナックス
氷の洞窟の主。トール火山の炎を松明にしたものを4つ持ったアルナベルツの神官が洞窟に訪れ、従わなければ眠っているトール火山から「トールの炎」を呼びおこして洞窟を溶かすと脅され、同属たちを守るためルーミンの封印を守護する契約を結んだ。
ヴェルゼブブ
異世界の存在を召喚する召喚儀式により、名もなき島に現れた存在。最初はハエ型モンスターの姿になっているが、ある程度のダメージを受けると、おぞましい戦闘形態に変身する。
カード絵では、端正な顔立ちの若い国王のような姿をしている。よく見れば、腕が3本あることに気づくはず。
名もなき島に召喚に至った研究記録が残されていたが、召喚者は明らかになっていない。
『ラグナロクオンライン Mobile Story』ではラストボスとして登場。暗黒より生まれし存在であり、世界を破壊しようとしたが神々によって二つに分かたれ封印されていた。終盤では復活するも主人公によって倒された。
ナハトズィーガー
『暗夜の覇王』を名乗る悪魔。エンドレスタワーの最上階に佇み、殺した人間の魂を塔内に幽閉している。
モロクやニーズヘッグの影と比べると、理知的な口調で享楽的な性格。人間を虫ケラとしか見ておらず、自分を楽しませるための対象としか認識していない。その場合、本名を告げず、暗夜の覇王としか名乗ることはない。
ただし、自ら手を下すほどの相手と見た場合はナハトズィーガーの名前と本体を明らかにする。それを晒した時は相手が死ぬときだと考えており、自分が負けるなど微塵も考慮していない。
凶悪な範囲スキルや、HPを完全回復させるライフストリームを多用する。セージスキル「スペルブレイカー」などで詠唱を妨害しないといつまで経っても倒すことができない。
ニーズヘッグの影
世界を貫く大樹イグドラシルの中心部にて、大地の生命を喰らう邪悪な黒竜。守護者であるニーズヘッグが突如、消え去ってしまったことにより、その邪悪な影だけがのこされた。
高慢でプライドが高い性格であり、己の強さに絶対の自信と余裕を持っている。邪竜だけあってその強さは凶悪極まりない。
戦闘から一定時間が経過するとプレイヤーを強制的に状態異常をもたらす部屋に転送させる。その部屋を突破すると彼と再び対峙することになる。その時の台詞アナウンスからも相手を見下している性格がよく分かるだろう。
魔王バフォメット
「我は生まれながらにして魔王」と豪語する、巨大なバフォメット。性格は尊大で自分以外の存在を見下している節がある。
かつて、修行僧と冒険者たちとの戦いで「封印された神殿」に封印されてしまったが、魔力を蓄えて結界を破ろうとしている。そのため、人間に対する憎悪は強く、復活した後はプレイヤーたちを皆殺しにしようと襲い掛かってくる。
魔力を魔法陣に注入することで魔王バフォメットの力を弱体させることが可能。ただし、魔力注入した魔法陣の上にバフォメットを乗せないと効果が薄いため、ただ魔力を注入しただけではまともにダメージが通らない（「クラスターボム」ではダメージが普通に通る）。

## 神々
大半がおとぎ話の中でしか登場せず、ゲーム内で会える神々は非常に少ない。なお、戦うことができるのはウィッシュメイデン、ランドグリス、ヘル（ロードオブデス）のみ。
ヴァルキリー
オーディンの娘。ヴァルハラの戦乙女で、ヴァルキリー神殿に居を構える。極限まで上り詰めた戦士に新たな生を与える役割を持つ。ゲーム的に説明すると、二次職Lv99JOB50まで成し遂げた者を「転生」させて、更なる力（三次職への転職条件の解放）を付けさせてくれる。
クルセイダーたちの中では戦死の後、彼女のもとへ魂を連れて行かれるのは栄誉あることだといわれている。人間に慈愛を持って接する女性だが、女神フレイヤを信奉するドワーフからは「戦争狂い」というレッテルを付けられている。
原作には「バルキリー」と呼ばれるフレイヤ直属の親衛隊が存在する。
オーディン
神々の中の神。ルーンミッドガッツ王国が信仰している主神。1000年前の大戦を境に突如行方不明となる。息子にバルドゥル、娘にフレイヤやヴァルキリーがいる。
フレイヤ
オーディンの娘。美の女神とドワーフの間やアルナベルツでたたえられている。1000年前の大戦で負った傷を癒すために、ラヘルの神官たちにユミルの心臓の欠片を集めるように神託を下した、と言われているが真相は不明。
原作では彼女を守護する直属部隊「バルキリー」が登場しているが、フレイヤ自身はまだ姿を見せていない。そのため容姿や性格などは不明。ただ目的だけが判明しており、人間を抹殺するという地上浄化計画をたくらんでいる。また、兄であるバルドゥルを寸断して殺害したとも言われている。
雷神トール
雷神の異名を冠する神。通称、「巨人狩人」。ロキがご先祖の宝物を自分のものとして、ドワーフのひとりに自慢し、腹を立てたドワーフが対抗して3つの宝物を作り上げたことからミョルニールが生まれた。精製の際、虫に邪魔をされたことで柄が短くなってしまったが、そのほうがトールにとって使いやすかったという。ドワーフが鍛えたミョルニールを振るって魔族と戦い、その際にミョルニールをミッドガルドに落としてしまい、その衝撃でミョルニール山脈が生み出されたという。またトール火山もミョルニールで邪悪な精霊を打ちのめした際に生まれたと言われている。
巨人の大陸に辿り着いたとき、ウトガルドを訪れたトールは巨人の王と勝負をした。最初はロキに任せ、次は従者のシアルビィに任せ、最後の勝負は自身が受けて立った。老人との力比べに敗北し、膝を突いてしまった。実際は魔法をかけられて老人に擬態をした「老い」と勝負をさせられていた。神であろうと老いには勝てなかった。勝負に負けたトールは巨人の大陸から去ることになり、その際に真実を知ったが、目の前にあった巨人の館は消えていたという。
傲慢な神ロキ
トールと共に世界を旅した神のひとり。巨人の館で食べ比べをしたが、巨人の魔法で擬態された何でも飲み込む「火」と勝負したため敗北。
また、非常に見栄を張る性格だったのか、ご先祖の宝物を自分のものだと偽ってドワーフに自慢したことがある。それに憤慨したドワーフがミョルニールを造ったのだという。
ロキという同名のキャラクターがいるがこちらは別人。
シアルビィ
大陸に広がる不思議な力を感じ取ることができる少年。過去の記憶を失っており、その記憶の一端が夢として現れる。自分の夢が果たして過去の記憶なのか確かめるために、プレイヤーに協力を頼んでくる。
実は雷神トールの召使として使えていた。人間でありながら「俊足」の異名を持つほどの少年。巨人の館にて追いかけっこの勝負をしたが、魔法で人間に変身した自分の思考と勝負をさせられたため、いつまでも追いつけず敗北。記憶を取り戻した後、再び主人と出会えることを望んでいる。
ロスクヴァ
シアルビィの妹。ドワーフについて深い知識を持っている少女。
ウィッシュメイデン
虚像のオーコルニルにてプレイヤーを待つ戦乙女。漆黒の翼と防具に身を包み、紅炎を宿した籠手と槍を装備している。
彼女に認められれば、神器である「ブリュンヒルデ」と「アスプリカ」を作成することができる。
ランドグリス

ヘル

アングルボダ
ヘルの母親である巨人。魂を5つに分割されてグラストヘイムの最下層に封印されている。
ヨルムンガンド
邪悪な蛇。ロキと巨人アングルボダの3人の子のひとり。千年戦争が終わった直後の混乱期を狙って活動したが、ゲオルグ・トリスタン1世と6人の勇士に討伐された。しかし今際にゲオルグに呪いをかけている。「ゲオルグの呪い」とはゲオルグ王家の第一王子は成人前に呪いで必ず死ぬというもので、呪いで死んだ王子には蛇の模様が浮かび上がる。

## 冒険者のサポーター
カプラサービスとは違った方法で冒険者の支援をする者たち。
マコト・N・カフェ
ネットカフェサポーターの長女。自称「花も恥らう16歳」。客が来ない限り立っているだけの仕事に不満を漏らしている。キャラクターの全ステータスを増加させ、HPとSPを全快近くまで回復させてくれる。
シン・N・カフェ
ネットカフェサポーターの長男。マコトの弟。属性原石を持っていくことで武器の属性を付与してくれる。
カノ・N・カフェ
ネットカフェサポーターの次女。まだ幼く、感情の起伏が激しい陽気な女の子。特定のダンジョンや建物にワープさせてくれる。
フランツ
濃縮エルニウムと濃縮オリデオコンでの精錬を専門とした鍛冶師。
ホルグレン
一度も武器防具の精錬に失敗したことがないという伝説の鍛冶師、エンゲル・ハワードの弟子。プロンテラで鍛冶師を営んでいる。精錬工とも言う。精錬に失敗した武具は完全に消滅し、「クホホ」と笑って誤魔化されることをプレイヤーからは「クホる」と呼ばれ、後に『ラグナロク オデッセイ』で完全に公認の言葉となった。
エイド
ターバンとマントに身を包んだ旅人風の男性。左目で見た相手の過去を覗くことができる。本人はこの力を呪いと話しているが、どういう経緯で得たものなのかは不明。特定のダンジョンに侵入する前提クエストが終わっていないかチェックできる。
ヤンセン
崩壊した船の元船長。船の修理を援助することでエンドレスタワーのある孤島まで連れていってくれる。
ワルター・メオス
貿易船の船長。天津へと船を出してくれる。
シュウタウン
白銀の街ルティエへの案内をしてくれるサンタクロース。ルティエには彼の仲間であるサンタクロースが何人もいる。その中から悪事を働く者をアンソニーと呼んでいる。

## その他
バルムント
金髪に黒衣を羽織った精悍な男性。作中の各地において彼の痕跡を知ることができる。300年程前に活躍した大賢者として知られる。A.W667年生まれ。貧しい家の生まれで正規の教育を受けることができなかったが、天才であったため同じ村に住むヘッジー教授に預けられる。14歳でジュノー国立大学に推薦入学、学問や芸術などあらゆる分野で才能を発揮、21歳で最年少の大学教授となる。それまでタブーとされていた古代文明の遺跡発掘に着手、学界から発掘費用の支援を受けられず頓挫していたところに、レゲンシュルムが目を付けてパトロンとなる。そして遺跡調査により古代科学を解明していく。その後、A.W.700年にレゲンシュルム研究所に迎えられレゲンシュルム擬似ユミルの心臓研究室に所属。ヘリコを助手に研究を進めた。ガーディアン制作のため発掘済みの古代遺跡に残されている巨大な人型の有機体を単独で再調査した際、人間女性としか思えない有機体を発見、その魔力の痕跡をたどる旅に出発、大陸中を旅してタナトスタワーを発見したが公表することなく再封印している。
その後、長年の研究の末に擬似ユミルの心臓を作り出し、それを動力源にすることでガーディアンなど理論上の夢だったものが次々と実現してく。しかし、擬似ユミルの心臓の研究を続けると世に悲しみをもたらすことになると考え、完成状態の擬似ユミルの心臓を破壊。助手のヘリコに自分の考えをメッセージとして残し研究所を去った。このことによりプロジェクトの大半が停止・凍結され、レゲンシュルムはバルムントの抜けた穴を埋めるべく有機体であるガーディアンの研究を進めるため、人体実験に手を染めていき生体研究所を設立する。また、本物のユミルの心臓の欠片を武力によって強奪することに反対して裏から擬似ユミルの心臓開発を支援していたアルナベルツ教国の穏健派の権力衰退と、急進派の台頭を招くことにもなった。結局、バルムントが危惧したことは現実のものとなってしまった。残された資料から作られた擬似ユミルの心臓（ルーン機関）は非常に不安定なもので、バルムントの研究を欠いた不完全な状態のままガーディアンや飛行船などに実用化されている（「ルーン機関」と呼ばれており、基本的には機密に当たる）。レゲンシュルムではユミルの心臓のイミテーションであるルーン機関を完全なものとする「バルムントプロジェクト」なる計画が進められているが詳細不明。
レゲンシュルムの研究所を去った後、自宅を堅固な研究室に改装。単独で古代文明の研究を重ね、創作物の中には古代文明のオートマータであるアリスを完全再現したものまであったという。
A.W781年に、実用配備されたガーディアンの誤作動で共和国守備隊所属の傭兵が死亡する事件が発生、レッケンベル社が事件の揉み消しを謀ったため以前からガーディアン配備に反発していた各傭兵団が呼応して「傭兵反乱」事件を起こす。ガーディアン配備の反対を唱えていたバルムントはガーディアンに敗れた傭兵団を自宅に受け入れたが、レッケンベル社のガーディアンがバルムントの邸宅を包囲、篭城していた傭兵団を殲滅してバルムントの創作物や資料などを持ち去った。バルムントはこの際に姿をくらまし、現在は消息不明。なお、この事件はレッケンベル社の情報操作により世間一般では、ガーディアンに職を追われそうになった傭兵団がバルムントを恨んで邸宅を襲撃・占拠して、共和国守備隊との交戦時の出火でバルムントの邸宅にあった創作物や資料などは全て焼失したことになっている。
後に実装されたメモリアルダンジョンではグラストヘイム古城に訪れた彼の過去を知ることができる。
ケイオス
危険を顧みない勇敢な性格の男剣士。必殺技はマグナムブレイク（これしか使えない）。
モデルは原作の主人公「ケイアス」。フレイヤによって殺されたという光の神バルドルの転生体。
アイリス
ケイオスとは旧知の仲。マグナムブレイクしか使えず、先走って危険に突っ走る彼をたしなめる時があるが、心の奥底では「信じる仲間」として信頼している。
モデルは原作のヒロイン「アイリス・アイリーン」。サラとは異母姉妹であり彼女の妹に当たる。原作ではテンションが高く持ち前のうっかりやドジでコメディ部分を担う。そのためケイアスに呆れられることもある。
フェンリス・フェンリル
ウォーロックの女性。落ち着いた雰囲気をまとっており、多くが謎に包まれている。光の神バルドルの恋人であり、転生体であるケイアスを探すため「センチネルブリーズ」を探しにグラストヘイムを訪れたところ、フレイア親衛隊「12ヴァルキリー」の一人サラから襲撃を受ける。
モデルは原作の主用キャラクター「フェンリス・フェンリル」。ゲーム内ではフェンリルの名前で呼ばれる。
ロキ
ギロチンクロスの青年。魔王モロクを追いかけておりアッシュ・バキュームの各地でその姿を見せる。魔神殿でのモロクとの決戦では主人公に同行し、ニーズヘッグとともに力を貸す。
モデルは原作の主用キャラクター「ロキ」。そちらでは魔王モロクの力を授かったモロクの領主と戦い、魔王の復活を阻止した。
ニーズヘッグ
世界を貫く大樹イグドラシルの守護者。紫の体表をした翼竜の姿だが、普通の人間の少女と変わらぬ姿でいることが多い。魔神殿でのモロクとの決戦ではロキと共に主人公に同行する。モロクが倒された際は彼の胸中を見抜き、同情らしきものを見せている。
守護者の分身
ニーズヘッグが主人公に貸し与えた分身。ブリナラネアとの戦いで登場する。
ニーズヘッグの影
守護者ニーズヘッグが去ったことにより残された邪悪な影。イグドラシル内部にてニーズヘッグの名を騙るが、本物とは性格は似ても似つかず、尊大で攻撃的な人格。

サクライ
黒髪に黒装束をまとった魔剣士の青年。血に飢えた魔剣を扱う狂人であり、闘争と殺戮を好む。
原作における主要な敵の一人であり、そちらではアサシンギルドを襲撃しアサシンたちを虐殺した。ケイアスとも対決し、周囲を気遣う彼を相手に優位に戦ったが引き分けに終わっている。
『ラグナロクオンライン』では彼が凶変してしまった一部始終を垣間見ることが可能となっている。
サラ
妙齢の美女。褐色肌が特徴的な魔道士の女性だが、正体はフレイヤ親衛隊「12ヴァルキリー」の一人。グラストヘイム古城に現れたフェンリルの行く手を阻み、センチネルブリーズの強奪を目論む。言動は攻撃的で正気とは思えない台詞の数々を披露する。
幼少期はフェイヨンで暮らしていたが連れ去られてしまい、その後の経緯は不明。原作の設定に準じればアイリスの異母姉である。
サラの幻影
サラが呼び出した自身の幻影。アースストレインやメテオストームなど数々の上位魔法を用いる。サラ本人との戦闘はなく、プレイヤーはこちらと戦うことになる。

アルカナ
自称・天才美少女魔道士。メガネをかけており髪形はツインテール。胸元が大きく開いた扇情的な衣装をまとっている。その正体はフレイヤ親衛隊「12ヴァルキリー」の一人。過去の時間にてペルロック船長駆る飛行船に襲撃を仕掛け破壊しようとし、ケイアスたちの前に立ちはだかる。
ジュリアナ・ルシル
とある発掘済みのジュピロス遺跡を再調査中のバルムントが発見した、人間の女性としか思えない正体不明の有機体。眠り続けながらも独特の波長の魔力を放っており、若き日のバルムントが大陸中に残るその魔力の痕跡を調査したところ、彼女はタナトスタワーにある魔界とのゲートから魔王モロクが出現したときタナトスタワー内で交戦して撃退していることが分かったという。その戦いに参加した彼女の仲間たちは現在のモロクの地に逃げた魔王モロクを追ったが、彼女自身の足跡は塔内で途切れており、その後ジュピロス遺跡で眠りについた経緯も不明。作中ではバルムントから「彼女」と呼ばれていた人物の正体である。
魔剣士タナトスと協力してモロクに立ちはだかったとされている。服装はアサシンのもの。
魔剣士タナトス
約400年前、死闘の末に魔王モロクを現在のモロク城に封印した英雄と言われている。
タナトスタワーの最上階にあるゲートをタナトスの残留思念が守っているが、その経緯は不明。また、バルムントの手記によると、残留思念の魔力の波長は彼女（上記参照）に似ていたというが関係も不明。
ピリペバリセズ
アルデバランの時計台の現在の内部構造を作った三大錬金術師のひとり。旅の途中、魔女メロシュプムに壊滅させられていた北の小さな町で、スノウノウを再生させてルティエに運んだ。
魔女メロシュプム
魔剣テルフィングを所持する魔女。魔剣を持つ4人の戦士（タウスプ、ロックハ、ロチト、エメラルハンダス）との魔女戦争の末、コモドの地に封印された。
アニメ版では善人として登場している。
魔剣士ウォン
魔道に通じた東方出身の剣士。剣神の称号を持ち、世界を動かす10大人物の1人とされている。「魔剣を運ぶ者」とも呼ばれており、魔界から魔剣を召喚することができる。また、十数年にゾナダンニリリヤたちがタートルアイランドに到達するよりも早く、タートルアイランドを訪れていた。強い者と戦うことを望んで魔女メロプシュムが居るというコモドに訪れたが、ずいぶん昔に封印されてしまっていた。
マウォング
各ミニゲームの考案者。難病を治す知識を持っている。博学にして洒落者。

## サイドクエスト

### モンスターサイドストーリーズの関係者
その名の通りモンスターに焦点にしたストーリーであるため、最終話を除いて基本的に登場人物はほとんどがモンスターである。最終話のストーリーおよび登場人物は、後述の「アカデミーシークレットストーリー」への伏線となっている。
語り手
ゲフェンの町に佇む老人で、手に持つ本をめくってプレイヤーに物語を紡ぐきっかけを与える。モンスターサイドストーリーズのクエストのキーマンであり、彼に話しかけることでクエストの各部は始まる。
その正体はモンスターであり、自分が何者なのかの記憶を失っている。手に持っていた不思議な本だけが手がかりであり、最後に自分に関する物語が紡がれて正体を思い出す。
マミメッド・ミイラ・ミー
モロクの町にいるマミー。
ピラミッドの中の生活に退屈し、外に出てきたところでプレイヤーと出会う。プレイヤーを介して手に入れた薬で体調が良くなった後は各地を見て回る旅に出るが、自分を害あるモンスターではなく友人として見てくれる人間がまだまだ少ないことに落胆し、ピラミッドに戻ることを決める。しかしプレイヤーとの友情は本物であると信じ、最後にとっておきの場所にプレイヤーを案内してくれる。
Dr.メーイ
プロンテラの宿屋2Fに滞在している医師（人間）。その名の通り優れた腕前を持つ医師で、人間用でなくても薬をすぐに調合してしまう。「おいしい魚」が大好物で、生魚をむさぼりながらミルクを飲むというとんでもない組み合わせでもおいしそうに食べる。
こじろー
ゲフェンの町の隅にいるコボルド。
コボルドの群れのリーダーのジョニーに憧れ、自分もリーダーになるために強くなろうと、群れを飛び出してゲフェンの町で悩んでいる。
ジョニー
こじろーなどが属するコボルドの群れのリーダー。思いやりと優しさ・強さを兼ね備えたリーダーの鏡とも言える人物。勝手に群れを飛び出したこじろーのことも察しており、こじろーのために出向いてきたプレイヤーに手を貸す。
ごんた
群れのコボルドの中の一匹。恐ろしき「T」（ゲーム内のモンスター、「盗蟲」のこと。ゴキブリがしばしば「G」と略されるのと同じ）に怯えて特製の殺虫剤を用意するも、退治に踏み切れないでいる。
かい
群れのコボルドの中野一匹。絵札を使ったジャンケンゲームに凝っているが、対戦相手を見つけられずに困っている。
マイルス
アルベルタの町にいるバドン。仲間が半漁人のヒューゴにいじめられており、何とかして追い返してやろうと考えているが、力が足りないため人間の冒険者に師匠を求めてアルベルタにやってきている。
ジョゼフ
アルベルタの町にいるカニ。マイルスのライバルであり、何かとマイルスに対して厳しい言葉を投げつけるが、ヒューゴに挑もうとするマイルスにアルベルタまでついてくるなど、世話焼きでもある。
クックー
バイラン島にいるククレで、マイルスの仲間。物を集めるのが得意で（実際のモンスターのククレも、落ちているものを拾い集める特性がある）、食べ物も沢山所持している。
リーナ
バイラン島にいるマリナで、マイルスの仲間。クックーの居場所を聞きにきたプレイヤーを警戒し逃げようとするも、戦いにきた訳ではないことに気づいて他の仲間を呼び止める。
ロイ
バイラン島にいるフェンで、マイルスの仲間。話を聞きにきたプレイヤーに驚いて逃げようとする。
トゥース
バイラン島にいるカナトゥスで、マイルスの仲間。クックーの居場所を知っているが、動作が非常にゆっくりであり、話を聞き取るのも一苦労。
ヒューゴ
海底洞窟にいる半漁人。最近やってきてマイルスとその仲間にちょっかいを出し始めた。ケンカがかなり強いらしく、マイルスたちはいつも虐められる格好になってしまっている。
アバンダ
アルベルタの町にいるマリオネット。マリオネットは本来記憶どころか自我も無く機械的に人間を攻撃するだけのモンスターのはずだが、プレイヤーに触れられて目を覚ましたことをきっかけに記憶と自我を取り戻して行く。
ドロッセル
イズルードの町にいる人形技師（人間）。様々な人形について詳しいが、マリオネットの話になると急に消極的になってしまう。
ラフレシア人形
プロンテラの町の人形商人の側に置いてある、モンスターのラフレシアを象ったぬいぐるみ。一見するとただの置物に見える。
監視員
沈没船が流れ着いている島で、最近見つかった2つ目の沈没船の監視をしている兵士。「T」が大嫌い。
バロック
沈没船の中にいるエンシェントミミック。マリオネットの過去などについても詳しく、奇怪なことをしている物好きな人間（プレイヤー）を好奇心から傍観し時にアドバイスをくれる。「ガパパパパ」という笑い声が特徴。
スケルツァンド

フリオーソ

アジタート
沈没船の中にいるミミック。マリオネットの素材を所持している。
素材を取り出すには「特殊領域の封印解除」としてミニゲームを行うが、アジタートの第3領域の解除のためのミニゲームだけ異様に難易度が高かったため、後のパッチにより難易度低下の手段が用意された。
ヘイトリッド
沈没船の最奥部にいるマリオネット。マリオネットの宿命から外れたマリオネットを粛清・破壊する役目を負った「マリオネットキラー」。
ジャン
ゲフェン北西の山中にいるミノタウロス。恋人であるシャルロットとの結婚の許可をシャルロットの父親に求めるも反対され、駆け落ちに走ってしまった。
シャルロット
ゲフェン北西の山中にいるごっついミノタウロス。名門のお嬢様であるらしく、恋人のジャンと一緒にいたい気持ちと、父親を裏切れない気持ちの板ばさみになっている。
門番
リュシアンの屋敷の門番。モンスターだからなのか職業柄なのか、プレイヤーを基本的に信用しておらず、問答無用で追い返そうとする。リュシアンから話が通された後は渋々通すようになるが、警戒は解いていない。
リュシアン
シャルロットの父親であり、名門貴族の当主でもあるごっついミノタウロス。ジャンとシャルロットの仲は認めており結婚に反対というわけではなかったのだが、ジャンの気持ちが本物であることを確かめるためにあえて一度反対した。
ローラ
イズルードの町で道に迷っているロリルリ。初対面の人物にも良くない意味で馴れ馴れしく、無意識に失礼なことを言ってしまう性格。しかし根は優しく、常識が無いだけと言える。
ランターン
ゲフェンの町にいるジャック。様々な魔法を扱う魔法使い。昔、ニブルヘイムに迷い込んだ時に余所者として暴力的に追い出されそうになったところをローラに助けられており、その恩返しとしてローラを一人前のレディにしようと画策する。
ランターンの弟子
ランターンの屋敷の中にいるゴブリン。全部で何匹いるのかは不明だが、各所の受付など様々な雑用をこなしている。そのうちの一匹の「プレイヤーをゲフェンの町に戻す転送をする係」のゴブリンは、この転送魔法が今までランターンに習った唯一の魔法であり、プレイヤーが転送を断ると物凄く残念がる。
カミラ
ニブルヘイムにいるロリルリ。ローラの友人ではあるが、ローラの性格のせいで深く付き合おうとしていない。根が優しいことは分かっているため、それさえ何とかなれば親しくなってもいいとは考えている。
ヴァン
ニブルヘイムにいるディスガイズ。カミラと同じく、ローラがもっと他人を気遣える性格になれば距離を縮めてもいいと考えている友人未満。
ローズマリー
ニブルヘイムにいるロリルリ。ランターンと知り合いのようで、彼女が所持している「魔法の教養書」を借りてくるようにランターンに言われる。
ウィルバー
コモドの町で洞窟の調査をしている騎士（人間）。時を駆ける石を偶然拾っている。
ドイル
魔法アカデミーの生徒で、ジオーマの教え子の一人。「モンスターと人間が共存できる世界」の実現のために研究をしている。非常に優秀な生徒であるとジオーマに目をかけられている。
エレン
魔法アカデミーの生徒で、ジオーマの教え子の一人。ドイルと友達以上に親しい仲であり、ドイルの研究を手伝っている。
ハンス
魔法アカデミーの生徒で、ジオーマの教え子の一人。「過去に戻る魔法」の研究と、ドイルと同じくモンスターとの共存の研究の2つを進めている。ドイルと違ってジオーマからはさほど評価されていないが、ドイルからは研究のパートナーとして強く信頼されている。
ローザ
魔法アカデミーの生徒で、ジオーマの教え子の一人。これといった独自の研究はしていないが、他の3人の良き友人として誕生日パーティなどで活躍する。誕生日パーティの料理を何にするかの話でケーキなどが案に出されている中、彼女だけイチゴ味のおにぎりを提案する。
ジオーマ
魔法アカデミーの教授であり、ドイルたちを教え子に持つ。一見すると温厚で優秀な教師であり、ドイルたちからも当初は強く慕われていたが、裏の暗躍が露呈してくるにつれ、不信感を持たれていく。

### アカデミーシークレットストーリーの関係者
巨悪ジオーマとの戦い、そしてプレイヤーを中心として結ばれていく絆を綴った物語。ガンホーオンラインエンターテイメント独自の、オリジナルストーリー。
先述の「モンスターサイドストーリーズ」最終話から続く物語であり、モンスターサイドストーリーズ最終話をクリア済みの状態でクエストを開始すると一部の登場人物との会話内容が変わる（主要キャラクター数人と旧知の仲になる）。

#### 冒険者アカデミーの人たち
リリア
冒険者アカデミーの学生。ソバカスが特徴の剣士の少女。考えるより行動する体育会系で正義感が強い少女だが、不安や悲しさを表に出さず抱え込んでしまうことがある。図書館に幽霊が出るという話を聞き、ユーリとプレイヤーを巻き込んで調査を開始する。
ユーリ
冒険者アカデミーの学生。メガネが特徴な魔術師の少年。リリアの幼馴染で、初対面の時に彼女に「現実的なことばかり言って、空気の読めない、ロマンがない」と酷い紹介をされてしまった。ボケが苦手。2年前に冒険者であり、優秀な魔術師でもある父親が行方不明となってしまった過去がある。能力的には優秀だが、人間としては軽薄で不真面目な父親を嫌っていた。しかし、その高い実力だけは絶対のものと信じていたこともあり、父親が行方不明になったときもすぐには信じられなかった。独自に調査を開始し、同じく事件の調査をするキャラウェイやペトゥラと出あったことで、父を失った喪失感を持つに至った。その後、塞ぎこんでしまい、幼馴染であるリリアの励ましを受けて立ち直る。だが、ユーリは自分のせいでリリアに迷惑を掛けてしまったと思っており、頭が上がらないでいる。
シェーバ
いつも元気が良く、とっても明るい少年。ユーリの友達。ペトゥラの補佐的な仕事をしており、優秀な助手だと評価を受けている。ユーリと同様、2年前に実の姉を失っている。その傷は今でも心に残り、仇であるジオーマに対しての憎しみは強い。彼もペトゥラやキャラウェイ動揺、組織の一員でもある。
ミリアム
アカデミーの学生。困っている人を放っておけない性格。彼女から幽霊を見たという話を聞くことにより、巨悪との戦いに身を投じていくこととなる。
ポリン先生
アカデミー長ハンスの魔法により、人と意思疎通ができるようになったポリン。食べることが大好き。特に甘いものには目がない。先生、と呼ばれているが中身は5歳児のくらいの世間知らず。恋を食べ物と勘違いして、プレイヤーやハンスを悩ませた。しかし、責任感が強く、ジオーマと戦うハンスたちの役に立てないことを憂いている。
ルーン
かなり丈の短いスカートに、へそ出しというラフな格好をした騎士の女性教官。アカデミー至上の天才と呼ばれており、生徒の時からハンスを敬愛している。ハンス、ミッドと共にジオーマに挑むも敗北。モトミアーに洗脳されてしまう。2012年のサマスペでは、水着姿を披露。キャンプチケットを渡した枚数に応じて加減の異なる実践訓練（ルーンの殴りに耐えることでBase経験値を獲得できる）を実施してくれる。
ミッド
爽やかなで落ち着いた青年教官。アカデミー至上の天才と呼ばれており、生徒の時からハンスを敬愛している。ハンス、ミッドと共にジオーマに挑むも敗北。ウェルに洗脳されてしまう。ウェルとモトミアーが仲間になった時、不快感を露わに「信用できない」と言っていたが、後に和解。ジオーマの攻撃に対し、ウェルが盾となって護ってくれた。2012年のサマスペでは潮干狩りの受付を担っており、キャンプチケットを渡した枚数に応じて3種類の熊手のうち一つを貸してくれる（熊手を借り直すときはまたチケットが必要）。

#### 組織の一員および関係者
パンナコッテ=クレンゲル
ローザとヘルトの子孫。真紅の長髪が特徴的な優しい女性。
クレンゲル家の当主として、そしてジオーマに対抗する組織の総帥を務める。
幼い1人娘を持っているのが嘘だと思えるくらい若い女性で、キャラウェイも「ワシもあと40年若ければ……」と惚れ込ませる魅力を持っている。
クレンゲル家に伝わる、ローザ考案のイチゴ味のおにぎりを受け継いでいる。
リーザ=クレンゲル
パンナコッテの1人娘。まだ幼く、赤ちゃん言葉が混じっている。お手伝いが大好き。
可愛いものに目がなく、モンスターであるベアドールのウェルに飛び掛って抱きしめようとした。
キャラウェイ
ジュノーの研修室に勤める老人。世界中の不思議な現象を調べ、各地を渡り歩いている。
その時にユーリと出会い、彼の恩師となる。
実はジオーマに対抗する組織の一員であり、ジオーマの悪事に憤慨し、若い者たちの未来を護るために組織に入団した。
ペトゥラ
アルデバランに居を構える若き研究者。キャラウェイ同様、彼も組織の一員。
2年前、ペトゥラも冒険者失踪事件に巻き込まれ、同行していた婚約者を失った過去を持つ。その婚約者とはシェーバの姉であり、自分以上に心に深い傷を負ったシェーバを心配し、義弟のように思っている。

#### 過去から未来へ紡ぐ若者たち
ドイル
元ジオーマの生徒。優しいエメラルドカラーの短髪の少年。高い魔力と頭脳を持ち、その力を生かして「人とモンスターの共存できる争いのない世界」を創ることを夢見ている。しかし、その実力によってジオーマに目をつけられ、実験体としてモンスター（イビルドルイド）に変貌させられてしまった。自我を失う前に恋人であるエレンと出会い、彼女を傷つけまいと行方を眩ませた。だが、彼の研究によって生み出された「本」が、黒い意志から人間としての自我を護ってくれた。だが、過去の記憶が失われてしまい、記憶を取り戻すたびに魔力を失うこととなってしまった。こうして、人の心を持ちながら、モンスターとして生きる道を辿ることとなったドイル。彼は、プレイヤーと出会ったことにより、ジオーマの目的を知る。後に一時的に魔力を取り戻し、プレイヤーと共にジオーマに立ち向かう。
エレン
長い金髪に純白のリボンを身につけた少女。ドイルの恋人であり、同じ研究を志す同志でもある。治癒系の魔法を扱うが、ドイルほどではないと評している。ドイルのモンスター化を目にして落ち込んでいたが、ドイルからの手紙を受け取ったことで立ち上がる。友人のハンスと共に時間を遡る研究を完成させ、ドイル失踪の事実を知る。そしてジオーマを問い詰めるが、彼に操られたハンスの魔力によって、時空の裂け目に飲み込まれてしまった。本来ならそこにあるものは全て消滅する運命だったが、ドイルの手紙に込められた魔力が数百年ものの間、エレンを護ってくれていた。肉体を動かすことができず、意識体となったエレンは、ジオーマの悪行を誰かに伝えるようと尽力したが、彼女の姿を見た物は幽霊と勘違いして逃げてしまう。唯一、プレイヤーだけが話を聞いてくれた。後に、復活したハンスとドイルの協力によって時空の裂け目から救出される。全てが終わったその時、ドイルから告白を受け盛大な結婚式を挙げることとなる。
ハンス
ドイルたちの友人。金髪にワイルドな容姿をした少年。高い魔力と頭脳を持ちながら、「真面目に生きるのは性分じゃない」と隠していたため、周囲から出来損ないと評されていた。幼い頃、好奇心で街の外に姉を連れ出したところ、モンスターに襲われてしまい、姉を失った過去がある。それからは、時間を遡って過去をやり直すことができる研究に没頭すると共に、人とモンスターが共存できる世界の実現に尽くす。ジオーマの手によりドイルがモンスターとなった事実を知り、エレンと共にジオーマを問い詰めるが失敗。記憶を操作され、ジオーマの右腕となってしまう。その後、ジオーマから冒険者アカデミー内の管理を任され、アカデミー長となる。ハンス自身の人間性は失われておらず、生徒たちの相談に親身になってあげたりなど、アカデミー長として慕われていた。長い年月と友人の名前によって、記憶を取り戻した後は、ジオーマの計画を阻止するために立ち上がる。ルーンとミッドと共に、冒険者を誘拐する計画から数人を助け出し、ジオーマに決戦を挑むも敗北。精神をモンスターの中に閉じ込められてしまった。
ローザ=フラガリア
長い金髪にヘアバンドを付けた大貴族の少女。大人しく、相手を思いやる心を持っている。その外見からは想像もつかないほどの行動力と強い意志を秘めている。友人たちを助けたいと思うローザの意志が、ヘルトやデイン、ロミロと惹きつけ、ジオーマに対抗する組織を立ち上げるに至った。しかし、黒い意志の存在を知ってしまったため。ジオーマの配下の罠に掛かって殺されてしまった。
ヘルト=クレンゲル
ジオーマに属するクレンゲルの当主、フルエラの1人息子。大貴族の跡取りに生まれながら、態度が悪く常に斜に構えた様を見せる金髪の少年。消失した学校と生徒たちの捜索に協力を要請しに来たローザを「無駄な努力」と罵っていたが、自身の命よりも友人たちを思う彼女の行動に心を打たれ、ローザのために協力する。後にローザと結ばれ、ジオーマに対抗する組織を立ち上げた。だが、ジオーマ配下の貴族によって殺害されてしまった。
デイン=カーデア
目隠しを付けた若いアサシンの男。ローザが幼い頃から護衛として仕え、彼女の優しさに忠誠を誓っている。自身を省みずに友人たちを探し出したい一心で行動するローザに心を打たれ、ジオーマの配下から黒い石を奪取するも、真実を語る前にモンスターに変貌されてしまった。必死で自我を保とうとしながらもローザに襲い掛かり、ヘルトの剣によって斬り捨てられる。
ロミロ=カーデア
デインの兄。幼い頃からデインを知っているローザですら、デインと勘違いしてしまいそうなほど似ている。弟から黒い石を託され、それをローザのもとへ届け、弟の意思を受け継ぎ、ローザに協力する。
フォニア=エヴィロ
エヴィロの妻。良妻として働き、エヴィロを支えている。
ピエリス=エヴィロ
エヴィロの妹。他者と接するのに慣れていないのかおどおどした様子を見せながらも、誰に対しても素直に接する純粋な少女。風土病に罹っており、余命いくばくもない状態となっている。彼女から受け継がれたペンダントが、黒の意志を打ち破る切り札となる。
エヴィロ青年
数百年前に実在した学者兼医者。閉ざされた田舎町に居を構え、裏山で発見した黒い石の研究をしている。実は、石の研究をしているのは風土病に罹ってしまった妹ピエリスを救うため。風土病とは、罹ったものの命を少しずつ奪っていく病気。人から人へ感染はしないし、罹る人間も少数だが、罹ったものは100%死んでいる。研究を重ね、黒い石に対抗する素材を発見するが、最終的にピエリスは死亡。ピエリスの死後、フォニアの励ましを受けて、全ての人たちもモンスターも、手を取り合える平和な世界を志し、その同志たちを捜し求めて村を出て行った。そして、フォニアのもとへ帰ると誓った。
スフィン=エヴィロ
エヴィロ青年と非常に酷似した容姿を持つ青年。戦争孤児だったが、ある人物に「君は家族だ！」と抱きしめられ、引き取られることに。スフィン自身もある人物のことを尊敬し、後学のために冒険者アカデミーの見学に来た時に主人公と出会う。

#### 黒の力に魅入られし者
ジオーマ
禿かかった頭の中年の男性。首から下を紺色のローブで包んでいる。落ち着いた雰囲気を醸し出しているが、その裏では残虐な性格を隠している。ドイルをモンスターに変異させ、ハンスを洗脳してアカデミーの支配をさせた張本人。強力な魔力を持ち、天才と謳われたハンスをいとも容易くあしらった。黒の石の力を使い、「自ら成長し、モンスターを生み出すダンジョン」を創り、地上を喰らわせようとしている。その実験段階として優秀な冒険者たちをダンジョンに引きずり込み、黒い石の力（負の感情）でモンスターへと変貌させる。闇に魅入られたジオーマだが、彼もまたかつては光だった。
なお、彼が創ったとされるダンジョンは、アカデミーシークレットストーリーの実装前の一時期、イベントとして実際にコモドの町から入れるダンジョンとして存在していた（単純にモンスターと戦えるだけで、ストーリーにあるような異変が起こるわけではない）。ジオーマもそこのNPCとして登場しており、「モンスターサイドストーリーズ」をクリア済みか否かで話しかけたときの反応が若干変わる。
ミッケン
ジオーマの腹心。メガネをかけた初老の男性の姿をしている。原型は、ネズミのような小動物の姿をしたモンスター、タロウ。魔法で人間に擬態することができる。ある日、突然アカデミーに現れ、教官として生徒たちのサポーターを担当し始める。実は、アカデミー内の監視者として送り込まれたジオーマの刺客であり、全ての生徒たちの動向を把握している。ジオーマの行いを憂いながらも、どこまでも彼に尽くす忠臣。
人間に擬態する以外の特筆すべき能力を持たないため、他のジオーマの配下からは「小物」として見下されているが、ジオーマからの信頼は最も厚い。
ウェル
原型はデフォルメチックな熊のヌイグルミの姿をしたモンスター、ベアドール。気性が荒く、喧嘩っ早い男。魔法を使って人間に擬態することができる。ジオーマの部下として、アカデミーへ潜入。ハンスとドイルの手により追い詰められるが、ドイルからの「友達になろうよ」という言葉をきっかけに、ジオーマからプレイヤーたちの仲間となる。
ルーンとミッドを洗脳していたこともあり、最初はお互いに憎しみ合う描写があったが、次第に打ち解け始め、人間を護るために行動するようになる。また、圧倒的に力量で劣りながらもジオーマに殴りかかったユーリを「かっこいい」としてとても懐くようになる。
モトミアー
原型は森林に潜む妖精を思わせる少女の姿をしたモンスター、マヴカ。魔法を使って人間に擬態することができる。かなりサディスティックな性格で、常に笑顔で恐ろしい台詞をサラっと吐く。怒らせるとウェル以上の気性の荒さを見せる。ドイルとハンスにウェルと共に挑むが、敗北。ドイルから「友達になろうよ」という言葉をきっかけにプレイヤーたちの仲間になる。もともと、「死ぬのが嫌だから強者に就く」というスタンスをとっていた彼女であったが、プレイヤーたちと絆を深めていくうちに、利害関係なしに人間を護るために行動するようになる。
グレイエド家当主
ジオーマに属する大貴族の1人。傲岸不遜な中年で、黒い石を持ち出されるという失態を犯し、名誉挽回のために、そして目障りでもあったクレンゲル家の当主ヘルトとローザを罠に掛けて殺害。だが、それはジオーマの存在を晒すことにもなり、旅行中に彼の刺客に始末されてしまう。
黒く渦巻いたモンスター
諸悪の根源。ジオーマを操っていた真の黒幕。プレイヤーたちが倒すべき、最後の敵。黒い意志。人間の負の感情が結集し、生み出された憎悪の怪物。悲哀に歪んだ表情をしており、全身からスパイク状の黒い石が突き出た大蛇のような姿をしている。
直接的な戦闘は行わず、プレイヤーが足止めしている間に仲間たちの総攻撃で撃破する。ただし展開によってはジオーマが止めをさす場合もある。

### Strong Stars Storyの関係者
「力」と「強さ」をテーマとした新たな物語。ガンホーオンラインエンターテイメント独自のオリジナルストーリー。本作の主要キャラクターは詳細なプロフィールが設定されており、公式サイトやラグナロクオンラインSNSの教授先生の日記では企画者である星七号へのインタビュー形式で設定を公開している。

#### 強き者
スピカ・パルフェイ
肩書き　完全無欠の冒険者
年齢　18歳
身長　163cm
趣味　日記、子供や動物と遊ぶ事
好きな食物　イチゴ、甘いもの
嫌いなもの　周囲を困らせる人、うねうねしたもの
誕生日　5月11日
魔法のオーブに導かれた強き者の一人であり、オーブが反応する色は青。
困っている人を放っておけない性格の持ち主であり、主にアルベルタに住む人々から慕われている。
「〜かな？」が口癖。
愛用武器は熾天使をモチーフとした十字の剣「サクレ・ソヴァール」。
職業は「ロードナイトに近いもの」としてデザインされている。
サビク・モルス
肩書き　駆け抜ける伝説の勇士
年齢　27歳
身長　181cm
趣味　飲酒（アルコール度数が高いほど良い）
好きな食物　酒のツマミ
嫌いなもの　頭の固い人間
誕生日　8月6日
魔法のオーブに導かれた強き者の一人であり、オーブが反応する色は赤。
モロクの酒場で用心棒をやっているが、勤務中でも酒を飲んでおり、だらしない態度を見せている。
愛用武器は大型かつ両刃の短剣「モノマキア・ラミナ」。
職業は「チェイサーに近いもの」としてデザインされている。
アルナ・ジェメリー
肩書き　聡明なる双葉
年齢　12歳
身長　148cm
趣味　読書
好きな食物　クリームサンドイッチ
嫌いなもの　盗蟲、キノコ
誕生日　10月13日
魔法のオーブに導かれた強き者の一人であり、オーブが反応する色は白。
ゲフェンの屋敷で暮らす大富豪の娘。
アイリの双子の姉にあたり、おとなしく弱気な性格をしている。
愛用武器はポリンが先端に取り付けられたデザインの両手杖「カリーノポリンL」。
職業は「セージに近いもの」としてデザインされている。
アイリ・ジェメリー
肩書き　聡明なる双葉
年齢　12歳
身長　150cm
趣味　ぬいぐるみ集め
好きな食物　ピーチケーキ
嫌いなもの　面倒なこと、辛いもの
誕生日　10月13日
魔法のオーブに導かれた強き者の一人であり、オーブが反応する色は白。
ゲフェンの屋敷で暮らす大富豪の娘。
アイリの双子の妹にあたり、気が強くわがままな性格をしている。
愛用武器はポリンが先端に取り付けられたデザインの片手杖「カリーノポリンR」。
職業は「プリーストに近いもの」としてデザインされている。

#### その他の人物
アルゴル・シーラ
肩書き　忘却の青年
年齢　20歳
身長　168cm
趣味　人の話を聞く事
好きな食物　蒸しガニ
嫌いなもの　弱い自分
魔法のオーブを持つ記憶喪失の青年。
「強くなりたい」と渇望しており、「強き者」たちと会いたがっている。
ルファク・レイド
肩書き　断罪の凶星
年齢　23歳
身長　172cm
趣味　武器コレクション
好きな食物　肉料理全般（焼き加減はミディアムレア）
嫌いなもの　邪魔者
誕生日　2月6日
仮面で素顔を隠す謎の男。
アルゴルは強き者として名を上げていないが、魔法のオーブはルファクに対して黄色い光を放っている。
プレイヤーキャラクターを「散りゆく者」と呼び、魔法のオーブを追っている。
愛用武器は接近戦用の刃が取り付けられた銃「デストラクトシューター」。
職業は「ガンスリンガーに近いもの」としてデザインされている。
パテラ・P・ナガサー
肩書き　毒蛇たちの主
年齢　42歳
身長　175cm
趣味　大金を数える事
好きな食物　ゆで卵
嫌いなもの　オレを馬鹿にするヤツ（特に笑い声）
誕生日　1月22日
本名はパテラ・フィズ・ナガサー。
ならず者ばかりで構成された組織「デリテリオ」の首領。
「ケケケ」という笑い声と、「折角だから○○してやるゼ〜」という口癖が特徴。
いかにもな小悪党だが、部下からの信頼は厚い。
愛用武器は「バトルアックス」。
レオン・ターナー
肩書き　未来の英雄？
年齢　16歳
身長　166cm
趣味　鍛錬
好きな食物　チョコレート
嫌いなもの　牛乳
誕生日　7月18日
サビクに剣術を教えてもらおうとしているが、いつも断られているモロクの少年。
立派な剣士になることを夢見ている。
愛用武器はおこづかいを貯めて買った「スレイヤー」。
ランドルフ
肩書き　デイブレイクの店主
年齢　47歳
身長　179cm
趣味　料理、他人の笑顔を見る事
好きな食物　触手チーズグラタン（得意料理）
嫌いなもの　マナーの悪い客
誕生日　3月2日
イズルードで酒場「デイブレイク」を営む男性。
気のいい性格をしており、負傷したアルゴルの面倒を見ている。

### 討伐クエスト関係者
現在は廃止されておりNPCは撤去されている。
クリス・コロン
討伐隊の隊長を務める女性。きびきびした騎士然とした男口調で話す。感情が表に出やすいタイプ。
近年、凶悪になりつつあるモンスターに対抗するため討伐隊を発足するも、協力者がなかなか捕まらず半ば諦めかけていた。
倒す個体の数は多いが、達成すれば未転生なら5M、転生なら10M、そして三次職なら30Mのベース経験値が獲得できる。ジョブ経験値ももらえるが、これはベース経験値の半分だけとなってしまう。通常のクエスト経験値と同じように、戦闘教範やジョブ教範もしっかりと乗る。何度でも受けられるため、クリスの憂いとは対照に、多くの冒険者の心をつかんでいる。
アーシス・コロン
討伐隊補佐官。クリスとは対照に、常に敬語で落ち着いた雰囲気をかもし出している男性。
姓はクリスと同じだが、彼女のことを「隊長」としか呼んでいないため関係は不明。

### イベント・アニバーサリー関係者
ギィ・ロックスター
帽子を深くかぶり、片目だけを覗かせた爽やかな男性。コモド出身の実業家で、たった一本のニンジンから、ひと財産を築き上げた。失敗を恐れず、「男なら常に挑戦し続けろ！」というのをモットーにしている。
夏美
アニバーサリーイベントの総合受付を担当する、浴衣を着た美しい女性。
リエッタ
受付嬢の少女。茶髪のショートカット。右目の目元に星型の模様が刻まれている。
ジェニファー
受付嬢の少女。茶髪をロングにしている。左目の目元に星型の模様が刻まれている。
アテイル・レアム
自称名探偵（実際は迷探偵）。帽子にコートといかにも探偵っぽい服装をしたプリーストの青年。慌て者で思いついたことをそのまま口にし、迷推理を披露して場を乱すことが多々ある。怪盗アニバーサリーのライバルを自称しているが、一向に捕まえられる気配がない。だが、その頑張りはギィ・ロックスターに高く評価され、いつか捕まえてくれると信じられている。
怪盗アニバーサリー
白いシルクハットに片眼鏡を掛けた関西弁を操る謎の少女。自称「怪盗アニバーサリーちゃん」。服装はマーチャントの物に酷似している。
怪盗らしく、変装や身軽さに長けており、品物を盗みに入る時は予告状を出している。
2010年のアニバーサリーイベントでは、妖艶なワンダラーであるイレイソからヘアメイク技術を盗み出してしまう。その技術の実験台となってくれる人物を探している。彼女との勝負に勝ち、特殊なコインを代金として渡せば特殊な髪型に変更してもらえる。
『ラグナロクオンライン』有料化1周年を記念して登場したキャラクター。元々はゲームマスターが扮するキャラクターであったが、5thアニバーサリーからNPCとして登場するようになった。
ミスティ
冒険者アカデミーの中にいるアサシンの格好をした人物。ネコミミをつけた女性アサシンにしか見えない外見だが、男性らしい。女と言われると声を荒らげて怒り、なぜ女呼ばわりするのか不思議がるほどだが、他のNPCにも女と呼ばれることが多い。一人称は「ワシ」で、語尾に「〜なのじゃ」など、若干時代がかった言い回しをする。
世界征服を目的とする悪の秘密組織「ポリン団」の一員であり、プレイヤーを勧誘しようとしたのが話の始まりだが、やる事なす事が子供っぽく、実際に世界征服の方向に向かうことはまず無く、本人は世界征服の一環としてやったつもりのことが周囲の人々の役に立ってしまい、「お礼を言うため」に追われるに至る。
ヒュッケの弟であり、身長や体格はヒュッケとほぼ同じらしい。ヒュッケのご機嫌を取るために料理の修業に励み、かなりの腕前になるが、料理の腕前があることそのものでヒュッケの機嫌を損ねてしまうなど、ヒュッケ絡みの話に限っては行動が裏目に出ることが多い。
ネコリン
猫の尻尾に耳（イラストではタヌキのものに酷似している）をつけたポリン。一人称は私だが、語尾に「なのだ」をつける。
いつもミスティと一緒におり、ポリン団の一員でもある。割と常識的な性格をしており、ミスティが勘違いなどで起こす騒動のオチを付ける役になることが多い。また、冒険者アカデミーの生徒に対し、アカデミーの単位を勝手に発行できる。
なお、他のNPCの話によると「タヌキの尻尾がついたポリン」ではなく、「ポリンの色をしたスモーキー（タヌキのモンスター）」らしい。

### 『ここから始まる物語』の出演者
ディッシュ
所謂ヘタレなナイトの男性。貧乏で優柔不断だが、純粋な性格をしている。プレイヤーの奪われた帽子を取り戻すために協力してくれる。
ノア
ハイプリーストの女性。かなりのジャイアン。世界にただひとつしか存在しない「ノアの帽子」の所有者。マッスル騎士団旅情編を彼女に渡す所からクエストが始まる。
リンネ
エターナルマーチャント。自称「露店のアイドル」。料理を作るのが趣味だが、味よりも食したことによる状態異常がひどいため、あまり食べてもらえない。本編では食べると呪いにかかる。貧乳であり、巨乳化願望を持っている。
オズ
ノアの弟。職業はプロフェッサー。跡取りとして大事に育てられたため、知性はあるが、常識や思いやりに欠けている。重度のシスコンで、ノアとよく一緒にいるディッシュを疎ましく思っている。炎と凪を雇い、いつもノアを付回しているが、まったく相手にされないでいる。
姉と同じ帽子を手に入れたい一心で、プレイヤーから帽子を奪い取ってしまう。
炎（エン
オズの取り巻き。気性が荒いハンターの少女。ビッグフットのきぐるみを着ている。
凪（ナギ
オズの取り巻き。寡黙で感情が希薄な忍者の少女。非常に無口。ビッグフットのきぐるみを着ている。
クロム
フィゲル在住の元帽子職人のクラウン。ノアの父親とは友人関係にあり、世界でただひとつしか存在しない帽子をプレゼントしたことがある。現在はモンスターレースに入り浸っている。